# Petljakow Pe-8
Die Petljakow Pe-8 (russisch Петляков Пе-8, auch TB-7, ТБ-7) war ein viermotoriger sowjetischer Fernbomber des Zweiten Weltkriegs. Benannt wurde er nach seinem Konstrukteur Wladimir Petljakow. Als im Herbst 1939 die ersten Serienflugzeuge ausgeliefert wurden, war die bis Mitte 1942 als TB-7 bezeichnete Maschine eines der modernsten und technisch höchstentwickelten Flugzeuge weltweit. Aufgrund seiner großen Dienstgipfelhöhe und hohen Geschwindigkeit war es für den Großteil der damaligen Jagdflugzeuge und die Flugabwehr nahezu unerreichbar. Das Flugzeug verfügte anfangs über ein komplexes Ladersystem, das sich aber letztlich nicht durchsetzte. International bekannt wurde die TB-7 im Mai 1942 durch den Flug des sowjetischen Außenministers Wjatscheslaw Molotow von Moskau nach Washington, D.C. mit Zwischenlandungen in Schottland, Island und Kanada. Als einziger schwerer Langstreckenbomber der Roten Armee im gesamten Krieg hatte die Pe-8 eine exponierte Rolle im Kampf gegen die Achsenmächte, obwohl nur 93 Maschinen des Typs gebaut wurden.
Das letzte für Polareinsätze umgebaute Flugzeug wurde 1954 bei der Aviaarktika ausgemustert.

## Geschichte

### Entwicklung und Erprobung der Prototypen

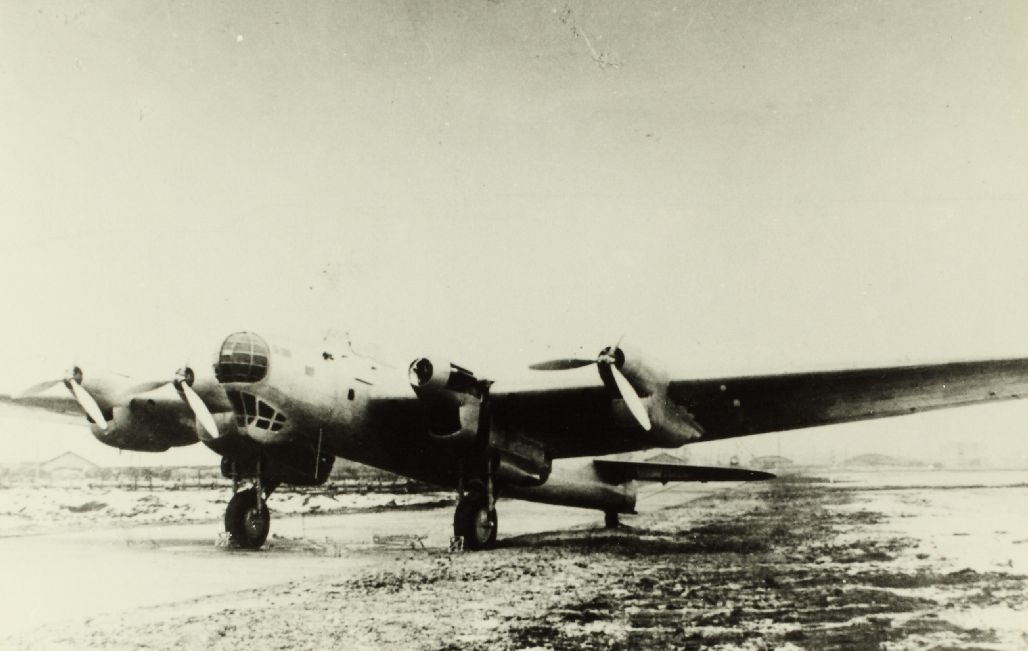
Der erste Prototyp

Im Jahr 1931, die Serienproduktion des schweren Bombers TB-3 war soeben angelaufen, gab das NII (Forschungsinstitut) der Luftstreitkräfte der Sowjetunion (NII WWS) die Anforderungen für das Nachfolgemodell heraus. Es sollte 10 bis 14 Mann Besatzung aufnehmen und in der Lage sein, 10.000 Kilogramm Bomben über eine Entfernung von 1.500 bis 2.000 Kilometern zu transportieren. Als Höchstgeschwindigkeit waren 250 km/h und als Gipfelhöhe 7.000 Meter angegeben.
Am 27. Juli 1934 erteilte der Chefstellvertreter des Zentralen Aerohydrodynamischen Instituts (ZAGI), Andrei Tupolew, der internen Konstruktionsabteilung KOSOS den Auftrag, mit den Konstruktionsarbeiten zu beginnen. Zwei Tage später wurde der Auftrag mit der Weisung 7342 offiziell bestätigt und die Projektbezeichnung ANT-42 vergeben. Im Oktober desselben Jahres erteilten die sowjetischen Luftstreitkräfte auf Initiative des Volkskommissars für Verteidigung Michail Tuchatschewski neue, überarbeitete Forderungen für das Bomberprojekt, die das Ergebnis einer neuen Doktrin waren. Geschwindigkeit und Einsatzhöhe sollten nun auf Kosten der Zuladungskapazität gesteigert werden. Dies wurde damit begründet, dass zukünftige Jagdflugzeuge eine immer höhere Geschwindigkeit und Gipfelhöhe haben würden und ein langsamer, dafür aber schwerer Bomber nur bedingt wirksam sein könnte. Dementsprechend sollte die ANT-42 nun etwa 500 Kilogramm Bomben bei einer Höchstgeschwindigkeit von 600 km/h in einer Höhe von 13.000 bis 14.000 Metern befördern können. Die Gipfelhöhe sollte 15.000 Meter betragen. Die erste Projektstudie dazu wurde Ende 1934 vom ZAGI vorgestellt und am 27. Dezember vom Rat für Arbeit und Verteidigung bestätigt. Allerdings konnte aus Mangel an geeigneten höhentauglichen Motoren die geforderte Gipfelhöhe bei weitem nicht erreicht werden. Das Problem wurde jedoch durch den Einbau eines zusätzlichen Motors als Antrieb eines zentralen Turbogebläses annähernd gelöst.
1935 begannen die Entwicklungsarbeiten im eigens dafür gegründeten Konstruktionsbüro KB-1, zu dessen Leiter Wladimir Petljakow ernannt wurde. In dieser Abteilung wirkte unter anderem auch Wladimir Mjassischtschew mit, der für die Rumpfkonstruktion zuständig war. Sowohl für die vier Antriebe als auch für deren Lader waren V12-Motoren M-34FRN vorgesehen. Weil diese zu groß waren, musste für den Ladermotor auf einen kleineren M-100 ausgewichen werden. Das als AZN (Агрегат Центрального Наддува – zentrales Laderaggregat) bezeichnete Ladersystem wurde im ZIAM entwickelt und in einer TB-3 getestet. Der erste Prototyp wurde im Werk 156 gebaut und bis zum 9. November 1936 weitgehend fertiggestellt, nur die Triebwerke konnten erst am 23. Dezember geliefert und anschließend eingebaut werden.
Der Erstflug der Tupolew ANT-42 fand am 27. Dezember 1936 vom Moskauer Zentralflughafen aus statt und wurde vom Tupolew-Cheftestpiloten Michael Gromow und den Besatzungsmitgliedern N. S. Rybko, M. F. Schilin und A. S. Rachmanin ausgeführt. Während der anschließenden, bis zum 20. März abgeschlossenen Werkserprobung wurden einige Änderungen vorgenommen, beispielsweise wurde der Kühlereinlauf umgebaut. Am 20. April wurde die Serienfertigung unter der Bezeichnung TB-7 (Тяжелый Бомбардировщик – Schwerer Bomber) beschlossen. Die staatliche Erprobung, durchgeführt von Testpilot Pjotr Stefanowski, dauerte vom 11. August bis 28. Oktober 1938. Nur einen Tag später wurde Petljakow im Zuge des Großen Terrors verhaftet, eine Woche nach Tupolew. Als neuer Chefkonstrukteur wurde Iossif Neswal eingesetzt. Inzwischen hatte auch der zweite Prototyp ANT-42 „Dubleur“ am 26. Juli 1938 seinen Erstflug problemlos bestanden. Obwohl an dem Muster noch einige Unzulänglichkeiten beanstandet wurden, lief ab Anfang 1939 die Produktion im Flugzeugwerk Kasan an, das bis dahin Teile für die TB-3 sowie die zwölf Serienexemplare des schweren Bombers DB-A hergestellt hatte. Die Flugtests wurden parallel dazu von militärischer und entwicklungstechnischer Seite aus gemeinsam weitergeführt.

### Weitere Entwicklung

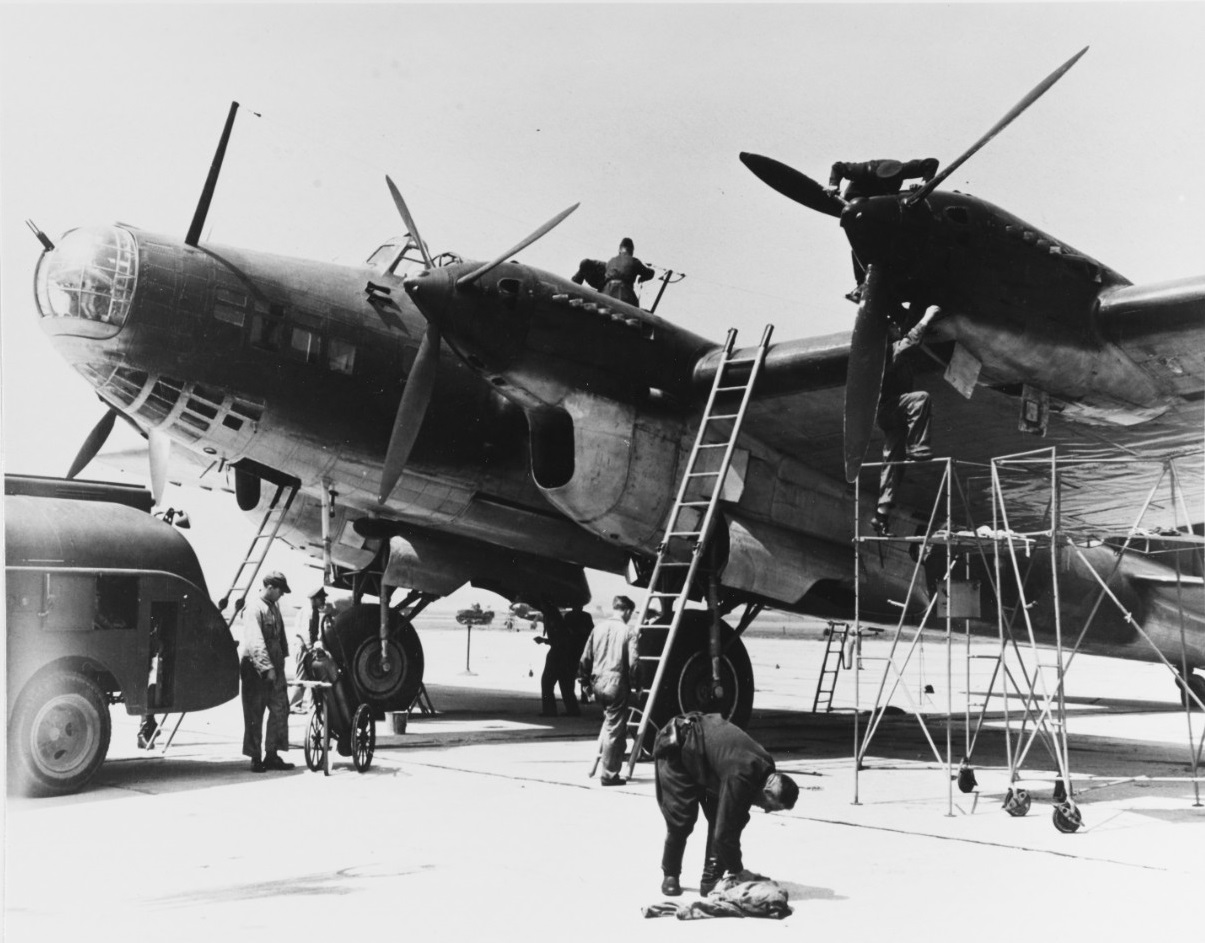
TB-7 mit AM-35A-Triebwerken

Aufgrund von teilweise enormen Zulieferengpässen von Baugruppen, insbesondere von Triebwerken, konnten bis Anfang 1940 nur sechs TB-7 fertiggestellt werden, fünf davon mit Zentrallader und eine mit den verbesserten AM-35-Triebwerken, die keinen separaten Lader benötigten. Letztendlich wurde gänzlich auf das Ladersystem verzichtet, welches das Leergewicht der TB-7 um 1600 kg erhöhte und faktisch unmöglich unter Feldbedingungen zu warten war; zudem reagierte es extrem empfindlich auf Kampfschäden. Außerdem steigerte es den Kraftstoffverbrauch des Flugzeugs und senkte somit die Reichweite. Aus diesen Gründen wurden sowohl alle fünf TB-7 mit Zentrallader als auch die zwei Prototypen später auf AM-35A-Triebwerke umgerüstet.
Der Serienbau der TB-7 wurde dann vorerst eingestellt, teils aus wirtschaftlichen Gründen, teils, weil Josef Stalin den Bau des mittleren Bombers Pe-2 favorisierte. Nach dem Ende des Winterkrieges und dessen Auswertung wurde die Frage nach einem strategischen Bomber jedoch erneut aktuell und so wurde die Produktion auf Veranlassung des vier Monate zuvor am 10. Januar 1940 eingesetzten Volkskommissars für Luftfahrtindustrie Alexei Schachurin ab Mai 1940 wieder aufgenommen, diesmal mit den Dieselmotoren M-40 und M-30 (ab Frühjahr 1941).
Im Dezember 1941 wurde durch offizielle Stellen ein zweiter Produktionsstopp angeordnet, da Stalin es in Anbetracht des deutschen Angriffs auf Moskau für unnötig hielt, schwere Bomber bauen zu lassen. Mitte 1942 wurde dieser nach dem Flug Molotows in die USA wieder aufgehoben. Inoffiziell wurde die TB-7 zwischenzeitlich trotzdem weitergebaut.
1942 wurde das sowjetische Bezeichnungssystem auf Initiative von Alexander Jakowlew von verwendungsbezogenen Kürzeln auf konstrukteursbezogene Kürzel umgestellt. Am 8. September 1942 wurde so aus der TB-7 die Pe-8.
Ab Januar 1943 wurden die Pe-8 mit M-82-Sternmotoren von Schwezow mit 1.523 PS Leistung an die Truppe ausgeliefert. Bei diesen waren zahlreiche aerodynamische Verbesserungen durchgeführt worden. Der Drehturm im Bugwaffenstand wurde durch eine spitz zulaufende Rumpfnase mit nur einem einläufigen SchKAS-MG als Abwehrbewaffnung statt des Zwillings-SchKAS ersetzt. Etwa 50 Maschinen dieser Serie wurden gebaut. Später wurden bei vier Flugzeugen versuchsweise ATSch-30B-Dieselmotoren von Tscharomski installiert, deren Zuverlässigkeit jedoch nicht überzeugte.
Unter den vier letzten Flugzeugen befanden sich zwei spezielle Maschinen, welche die Bezeichnung Petljakow Pe-8 ON (russisch Особого Назначения Zur besonderen Verwendung) erhielten. Sie dienten als Passagierflugzeuge für ranghohe sowjetische Politiker. Bei diesen Maschinen wurde der zentrale Schützenstand durch eine einfache Verkleidung ersetzt. Das Heckleitwerk wurde am Ansatz leicht verlängert und im oberen Teil des Bombenschachts befand sich eine Druckkabine mit zwölf Sitzen und je vier Fenstern pro Seite. Der untere Teil des Bombenschachts diente als Gepäckraum. Die Flugzeuge mit den Werknummern 42612 und 42712 erhielten eine Zivilbemalung in Grün. Die staatliche Flugerprobung erfolgte im April und Mai 1945 und offenbarte erhebliche Schwierigkeiten mit den Motoren und der Druckkammer, sodass die Konzeption als bewaffnetes Reiseflugzeug verworfen wurde. Die 42612 diente später als Transportflugzeug in der Polarluftflotte.
Im Dezember 1944 erfolgte die endgültige Einstellung der Produktion. Bis dahin waren einschließlich zweier Prototypen 93 (nach anderen Angaben nur 79) TB-7/Pe-8 hergestellt worden.

### Bewertung
Zu Beginn der 1940er-Jahre war die TB-7 einer der modernsten Bombertypen weltweit. Durch die neue Technik des zentralen Ladersystems erreichte sie Gipfelhöhen, die für die meisten anderen Flugzeuge jener Zeit unerreichbar waren. Während sich der Großteil der modernen Langstreckenbomber der westlichen Staaten (Boeing B-17, Consolidated B-24, Avro Lancaster, Handley Page Halifax, Short Stirling) noch in der Entwicklung befand oder erst in die Truppe eingeführt wurde, verfügte die Sowjetunion über einen Fernbomber, der diesen Typen bereits vor deren Erstflügen gleichwertig war. Es ist ein Paradoxon der Geschichte, dass gerade diese Waffe nie umfangreich genutzt wurde. Obwohl die Maschine ursprünglich als neue „Superwaffe“ der Roten Armee vorgesehen war, die vor allem die große Zahl an veralteten TB-3 ablösen sollte, kam ihr schnell viel Widerstand entgegen. Unwirtschaftlichkeit, Schwierigkeiten in der Produktion und vor allem die opponierende Haltung Stalins sorgten dafür, dass der schwere Bomber nie in nennenswerter Stückzahl gebaut wurde. Während die US-amerikanischen und britischen Fernbomber Stückzahlen von vielen 1000 Flugzeugen erreichten, konnte die sowjetische Luftfahrtindustrie in fünf Jahren nur knapp 100 TB-7/Pe-8 herstellen. Dennoch zeigt sich die Überlegenheit der TB-7 auch in der Meinung vieler Luftfahrtexperten.

„In Höhen von mehr als 10.000 Metern war die TB-7 für die Mehrzahl der Jagdflugzeuge jener Zeit unerreichbar und die Gipfelhöhe von 12.000 Metern machte sie auch für die Flakartillerie unverwundbar.“

„Die Maschine verfügte über eine starke Abwehrbewaffnung aus 20-mm-Kanonen und schweren 12,7-mm-Maschinengewehren. Der große Bombenschacht konnte Bomben der schwersten Kaliber aufnehmen … Unerreichbar auf ihrer maximalen Gipfelhöhe sowohl für die Flakartillerie als auch für die Jagdflugzeuge jener Zeit, stellte die TB-7 das stärkste Bombenflugzeug der Welt dar.“

„In Höhen von 26.250 bis 29.500 Fuß übertraf ihre Geschwindigkeit die der deutschen Jäger Me-109 und He-112.“

„Die tonnenschwere Maschine übertraf mit ihren Flugdaten in zehn Kilometern Höhe die besten europäischen Jagdflugzeuge jener Zeit.“

„Die Flakartillerie erreicht eine solche Höhe nur unter Einbuße an Zielgenauigkeit, sozusagen beinahe als mattes Geschoss. Auch ein Jagdflugzeug wirkt dort oben wie eine verschlafene Fliege. Wer könnte mir etwas anhaben?“

„Ein hervorragendes Flugzeug … Die TB-7 konnte erstmals, noch vor den USA und England, fünf Tonnen schwere Bomben tragen.“

„Und das Tollste ist, die Brüder konstruieren auch nicht mal schlecht. Einen Fernbomber haben sie, mit dem Biest fliegen sie. Er stößt bis nach Berlin. So eine alte Klamotte fliegt in neuntausend, zehntausend Meter Höhe. In der Höhe fliegt dieser TB-7 an, treibt sich hier herum und schmeißt seine Bomben und haut wieder ab. Aber wir können ihn nicht herunter holen. Das ist unangenehm. Das nenne ich mal einen Fernbomber, der fliegt von Moskau bis hierher und fliegt wieder zurück. Wo haben Sie so einen Bomber? Dazu fliegt er wenn er lustig ist, in zehntausend Meter Höhe. Also wo, bitte, haben wir so einen Bomber?“

Diese Überlegenheit und die hohe Meinung, die selbst Experten von der TB-7 haben, wird von den Aussagen des kontrovers diskutierten Autors Viktor Suworow unterstrichen. In seinem Buch Der Tag M behauptet Suworow, Stalin hätte den Zweiten Weltkrieg verhindern können, wenn er die TB-7 in Großserienfertigung hätte produzieren lassen. Eine große Zahl an Fernbombern dieses Typs hätte nämlich eine derart starke psychologische und auch praktische Wirkung gehabt, dass der Feind zur Kapitulation gezwungen worden wäre. Suworows Behauptungen sind stark anzuzweifeln. Zum einen überschätzt er das Potenzial der TB-7: Der Fernbomber war zwar Ende der 1930er Jahre eines der modernsten Flugzeuge weltweit, jedoch war die Maschine längst nicht unverwundbar, was auch die großen Verluste bei Kriegsbeginn zeigen sollten. Zum anderen wäre ein deutscher Überfall auf die sozialistische Sowjetunion aufgrund des Antikommunismus des Nationalsozialismus ohnehin nicht vermeidbar gewesen. Daran konnte auch die beste sowjetische Militärtechnik nichts ändern.
Es ist unbestritten, dass die TB-7 bei Beginn des Krieges eines der modernsten und leistungsfähigsten sowjetischen Kampfflugzeuge war. Dennoch gingen im Krieg mehr als die Hälfte aller Petljakow Pe-8 verloren. Das lag zum einen daran, dass das Flugzeug noch vor Kriegsbeginn mit dem zentralen Ladersystem seinen größten Vorteil verlor. Zwar hatte es viele Nachteile, doch bot es auch den wichtigen Vorzug der gesteigerten Flughöhe. Ohne das AZN-2-Aggregat konnte die TB-7 höchstens 10.000 m erreichen, bei Maximalzuladung sogar nur 7.000 bis 8.000 m, und war somit für den Großteil der feindlichen Jagdflugzeuge und Flugabwehr gut erreichbar. Zum anderen führte die Einzigartigkeit des Bombers dazu, dass die Pe-8 im Krieg oft das Hauptziel der gegnerischen Flugabwehr und Jäger waren. Es galt bei der Luftwaffe als besonderes Ereignis, ein so hoch dekoriertes Ziel abzuschießen. Letztendlich war aber auch die starke Verwendung der Maschinen daran schuld, dass es viele Ausfälle und Unfälle durch technisches Versagen gab. Zwischen 1942 und 1944 stieg die Zahl der Verluste durch technische Fehler, Abschuss und Pilotenfehler auf mehr als das Doppelte an: Während 1942 durchschnittlich eine Petljakow Pe-8 auf 103 Flugeinsätze verloren ging, war es 1944 bereits eine Maschine auf 46 Flugeinsätze.

### Produktion

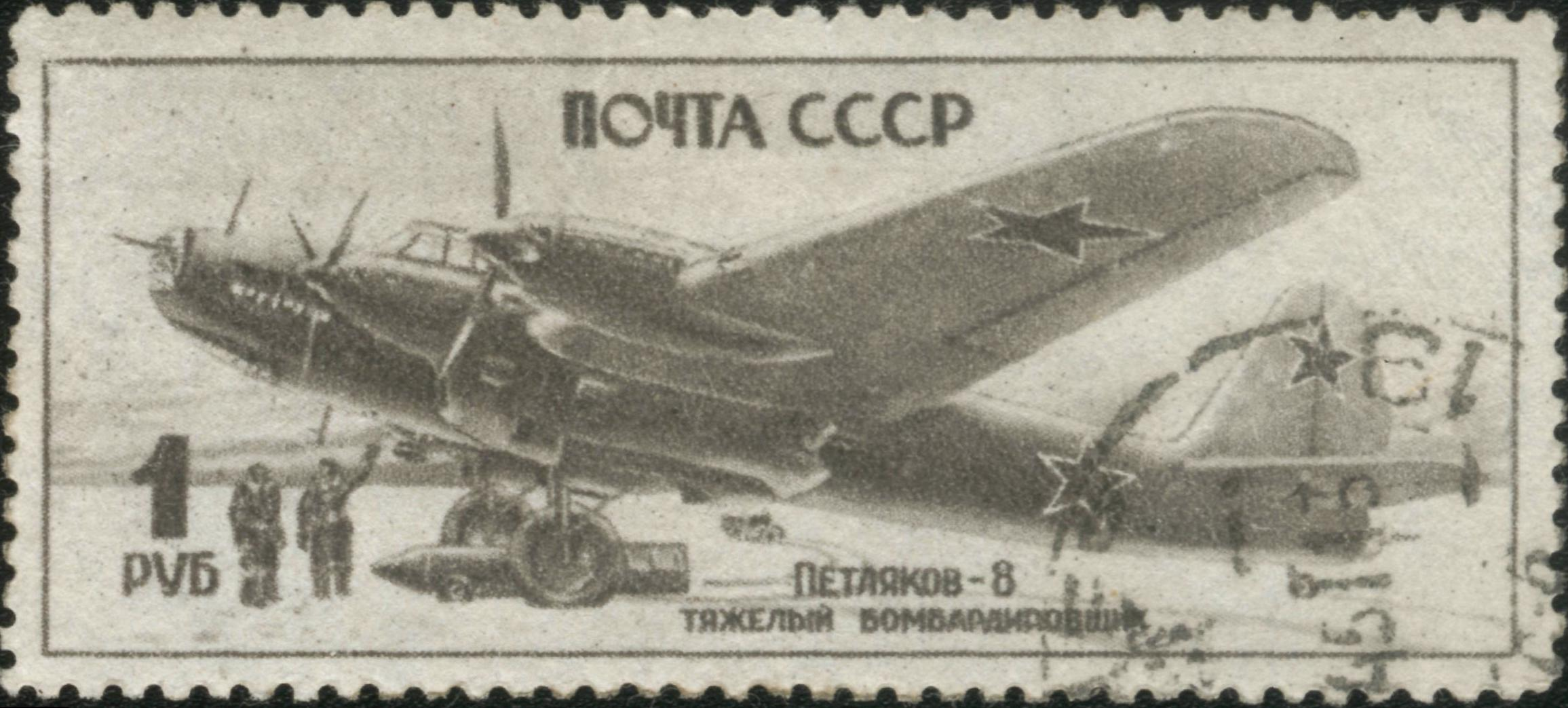
Pe-8 auf einer sowjetischen Briefmarke (1945)

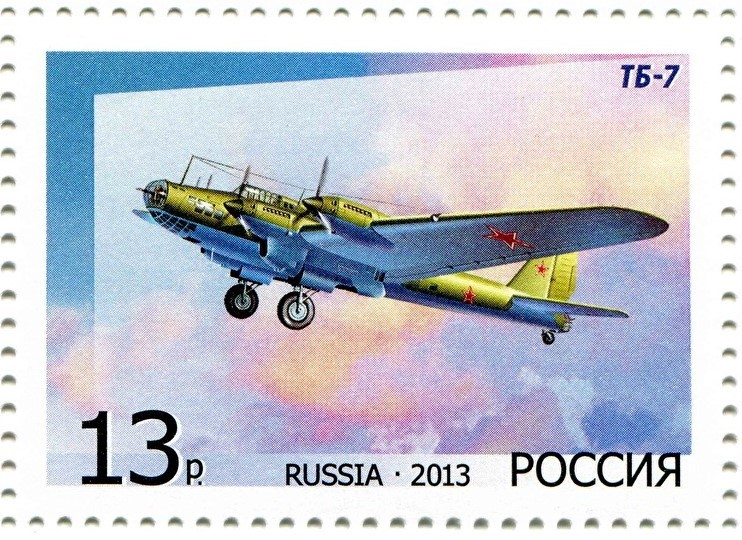
TB-7 auf einer Briefmarke der Russischen Post (2013)

Die Serienproduktion der Petljakow Pe-8 fand ab 1938 im Flugzeugwerk Nr. 124 in Kasan an der Wolga statt. Nachdem die beiden Prototypen des Flugzeugs (Tupolew ANT-42 und ANT-42 „Dubleur“) im Werk Nr. 156 des ZAGI in Moskau gebaut worden waren, fiel am 20. April 1938 der Beschluss, die Serienproduktion in Kasan stattfinden zu lassen. Zum Werksdirektor wurde I. F. Neswal, der stellvertretende Konstrukteur der ANT-42, berufen. Im Mai 1938 traf in Kasan schließlich die Konstruktionsdokumentation der TB-7 ein und es wurde begonnen, die Technologien für die Produktion des hochmodernen Bombers zu entwickeln. Die Ausrüstung und die Fertigungsanlagen wurden gebaut, die Zeichnungen des Flugzeugs präzisiert und die Verträge mit den Zustell- und Zulieferungsbetrieben unterzeichnet. Anfang 1939 kam die Produktion des modernsten sowjetischen Bombers schließlich langsam in Gang und das erste Serienflugzeug, die TB-7 mit der Werknummer 4211, wurde montiert. Dennoch verlief die Produktion nicht planmäßig. Ursprünglich war geplant, bis zum 1. Mai 1939 bereits fünf Vorserienflugzeuge an die Luftstreitkräfte auszuliefern; aufgrund zahlreicher Komplikationen konnte dieses Ziel allerdings nicht erfüllt werden. Gerade die ersten Serienmaschinen wurden unter extrem schwierigen Bedingungen gebaut. In der zweiten Jahreshälfte 1939 stockte zum Beispiel die Lieferung von neuen Triebwerken AM-34FRNW. Obwohl davon ausgegangen wurde, dass dies nur eine zeitweilige Erscheinung sei, verbesserte sich die Situation kaum. Bis Ende 1939 wurden nur zwei TB-7 gebaut, die Zellen von weiteren Maschinen lagen in den Hallen des Werkes und konnten wegen der schlechten Arbeit der Zulieferungsbetriebe für die Serienproduktion des Fernbombers nicht fertiggestellt werden. Es wurde sogar vergessen, ein Werk für die Produktion der AZN-2-Laderstationen zu benennen, weshalb die Fertigung der TB-7 Anfang 1940 fast vollständig zum Erliegen kam. Aufgrund des akuten Mangels an spezialisierten Fachkräften und wichtigen Teilen für die Produktion wurde der Bau schließlich auch offiziell eingestellt.
Obwohl der Bomber ursprünglich dazu beitragen sollte, die großen Probleme der sowjetischen Luftstreitkräfte im Zusammenhang mit den Modernisierungsvorhaben im Bereich der Flugzeugtypen zu lösen, fiel er zusätzlich auch bei Stalin in Ungnade. Für den sowjetischen Diktator waren strategische Bomber unwichtig, da eine Zerstörung der feindlichen industriellen Infrastruktur bei der späteren Besetzung des besiegten Staates nur nachteilig sein konnte. Viele Fürsprecher der Serienfertigung des Flugzeugs wurden deshalb im Zuge der stalinschen Säuberungen verfolgt und hingerichtet. Außerdem war die Herstellung der TB-7 sehr aufwändig. Die Produktion war kostspielig und benötigte spezielle Fertigungsanlagen, deren Bau wiederum sehr teuer und kompliziert war. Die Fertigung war extrem arbeitsaufwendig. Es gab Rahmen mit röhrenförmigen Rumpfholmen, Abdeckungen mit Aluminiumplatten durch Nieten von innen, gepanzerte und selbstdichtende Kraftstofftanks und moderne vollelektrische Feuerlöschanlagen. Diese Innovationen schlugen sich vor allem im Fertigungspreis der Maschine nieder. Zudem benötigte eine einzige TB-7 so viel Metall wie eine ganze Staffel von Schlachtflugzeugen Iljuschin Il-2, was die Wirtschaftlichkeit der Produktion stark in Frage stellte.
Der schwere Langstreckenbomber stellte also finanziell und wirtschaftlich eine erhebliche Belastung für die sowjetischen Luftstreitkräfte dar, was die geringe Bauzahl ebenfalls erklärt. Doch trotz dieser Komplikationen waren sowjetische Luftfahrtexperten davon überzeugt, dass die Luftfahrtindustrie die Serienfertigung der Maschine bewältigen konnte. Auf die Massenfertigung wurde vorerst trotzdem verzichtet. Erst die katastrophalen Verluste der Roten Armee im Winterkrieg gegen Finnland zwangen die Führungsebene der Luftstreitkräfte, das Projekt TB-7 wieder aufzunehmen. Hier hatte sich nämlich abgezeichnet, dass das Fehlen von modernen Bombern, die eine hohe Last an Abwurfbewaffnung mitführen konnten, in den sowjetischen Luftstreitkräften zu erheblichen Schwierigkeiten führte. Angriffe gegen feindliche Industriezentren und Städte mussten im Winterkrieg entweder mit Iljuschin DB-3 und Tupolew SB-2, die zwar modern waren, aber nur eine geringe Last an Bomben mitführen konnten, oder mit Tupolew TB-3 geflogen werden, die aber viel zu langsam und dazu stark veraltet waren, was zu hohen Verlusten führte. Der einzige sowjetische Bomber, der die neuesten Innovationen in Technik, Zuladungskapazität und Reichweite vereinte, war die TB-7. Ebenfalls als Reaktion auf den Krieg gegen die Finnen wurden in den Fliegerkräften zahlreiche organisatorische Veränderungen durchgeführt, die sich ebenfalls auf das Schicksal des Fernbombers auswirken sollten. Die im Jahre 1936 auf Anweisung der sowjetischen Regierung gebildeten Luftarmeen der Reserve des Oberkommandos (AON – Fliegerkräfte zur besonderen Verwendung) wurden 1940 umorganisiert. Es entstanden fünf Fliegerkorps (vier im Westen und eines im Fernen Osten) und drei separate Divisionen der Fernbombenfliegerkräfte. Die vier Korps im Westen bestanden zu diesem Zeitpunkt aus circa 1000 einsatzbereiten Flugzeugen und 740 Besatzungen. Das Korps im Fernen Osten wurde zu diesem Zeitpunkt erst aufgestellt und eine genaue Zahl an Maschinen und Besatzungen ist nicht dokumentiert. Insgesamt bestanden die fünf Korps zu 70 % aus DB-3 und zu 30 % aus TB-3. Am 25. Juli 1940 wurde schließlich der „Beschluss über die Reorganisation der Luftstreitkräfte der Roten Armee“ gefasst, in dem festgeschrieben wurde, dass von allen Einheiten, die noch auf TB-3 flogen, 45 % auf DB-3 und Jer-2 umzurüsten seien. 22 % dieser Einheiten sollte weiterhin mit den moderneren Varianten der TB-3 ausgerüstet bleiben und die verbliebenen 33 % sollten schließlich auf die TB-7 umgeschult werden.
Dieser Beschluss zeigt deutlich, dass die als teuer und unwirtschaftlich verachtete TB-7 wieder ein wichtiges Kernstück der sowjetischen schweren Bomberflotte werden sollte. Nach der ersten Einstellung der Serienproduktion waren die Produktionsanlagen für die Fertigung des Fernbombers in Kasan aber bereits demontiert worden und standen kurz vor der Verschrottung. Dem neuen Werksdirektor in Kasan, Steinberg, wurde deshalb befohlen, die entsprechenden Anlagen wieder aufzubauen und die Produktion der TB-7 wieder aufzunehmen. Endgültige Klarheit schaffte dann ein Regierungserlass Anfang Mai 1940, in dem die Wiederaufnahme der Serienfertigung offiziell bestätigt wurde. Doch gerade aufgrund der immer noch bestehenden großen Probleme bei der Fertigung und der Voreingenommenheit Stalins konnte eine echte Großserienfertigung nicht stattfinden. Die Zulieferungsbetriebe arbeiteten weiterhin zu langsam und die Lieferung der neuen Dieseltriebwerke M-40 und M-40F, mit denen das Flugzeug zukünftig ausgerüstet werden sollte, ging nur unwesentlich schneller voran, als die der AM-34FRNW einige Monate zuvor. Durch diese schwerwiegenden Komplikationen mit den Motoren wurden verschiedene Triebwerkstypen mit der TB-7 getestet. Bereits der Bomber mit der Werknummer 4215 war nicht mit vier AM-34FRNW und einem Zentrallader AZN-2, sondern versuchsweise mit vier AM-35-Motoren ausgerüstet worden. Letztendlich bewährten sich der AM-35 und seine verbesserte Variante AM-35A in der TB-7. Oft wurden Maschinen mit diesen Motoren ausgerüstet, wenn die Lieferung der eigentlich vorgesehenen Triebwerke sich verzögerte oder gänzlich ausblieb. Obwohl die Fertigung eigentlich mit Dieselmotoren M-30 und M-40 vorgesehen war, wurden so bis Kriegsbeginn elf TB-7 mit AM-35 oder AM-35A gebaut. Insgesamt wurden gerade durch die Probleme mit der Zulieferung und die ständigen Wechsel der Triebwerke bis Ende Mai 1941 nur 27 TB-7 ausgeliefert.
Nach dem deutschen Überfall stellte sich heraus, dass schwere Fernbomber durchaus wichtig für die Front waren und es rächte sich, dass der Fertigung des Bombers vor dem Krieg nie das Maß an Aufmerksamkeit zugekommen war, das nötig gewesen wäre. An eine Aufnahme der Großserienproduktion mit einem Ausstoß von vielen hundert TB-7 pro Jahr war aber auch jetzt nicht zu denken, da die kriegsbedingte hohe Auslastung der sowjetischen Luftfahrtindustrie diese verhinderte. Zusätzliche Probleme schaffte die Tatsache, dass seit Dezember 1940 im Kasaner Werk Nr. 124 auch der zweimotorige Sturzkampfbomber Petljakow Pe-2 gefertigt wurde und die Produktion des Fernbombers deshalb fortan in eine kleinere Nebenhalle verlegt werden musste. Im Oktober 1941 wurde dann schließlich auch das Moskauer Werk Nr. 22 wegen des Angriffs der Deutschen auf Moskau nach Kasan verlegt. Nun befanden sich auf dem Gelände des Kombinats zwei verschiedene Flugzeugwerke. Unter diesen Bedingungen verschlechterte sich der Ausstoß an TB-7 weiter, sodass die Produktion durch einen offiziellen Erlass im Dezember 1941 erneut eingestellt werden musste. Trotz dieser Entscheidung wurde die Maschine faktisch illegal weitergebaut. In den vielen vorausgegangenen Monaten, die von Materialknappheit beim Bau geprägt gewesen waren, gelang es den Herstellern des Fernbombers, einen beachtlichen Vorrat an Teilen und Aggregaten für den Bau der TB-7 anzulegen, weshalb die Produktion nicht zwangsweise beendet werden musste. Nachdem eines der Flugzeuge den sowjetischen Außenminister Molotow im Mai und Juni 1942 sogar bis in die USA flog, wurde die Fertigung auch durch offizielle Stellen wieder angekurbelt. In den folgenden zweieinhalb Jahren wurde der inzwischen in Pe-8 umbenannte Fernbomber in einer kleinen Serie mit zahlreichen kleinen Änderungen und ohne größere Unterbrechungen in Kasan produziert. Erst im Dezember 1944 wurde die Produktion der Petljakow Pe-8 wieder eingestellt, diesmal endgültig. Die Leistung der Flugzeugbauer in Kasan war beachtlich. Sie hatten für die sowjetischen Luftstreitkräfte unter meist sehr komplizierten Produktionsbedingungen und kaum beschreiblichen persönlichen Opfern bei ärmlichen Lebensbedingungen in fünfeinhalb Jahren 91 viermotorige Langstreckenbomber gebaut. Letztendlich führten also vor allem die Vorbehalte Stalins, das schwierige Umfeld der Fertigung und die spätere Auslastung der Luftfahrtindustrie zur geringen Bauzahl der Pe-8.

## Technische Beschreibung

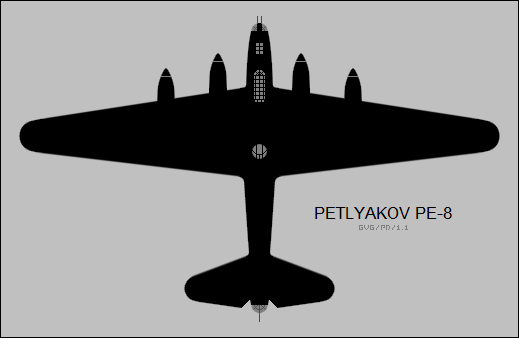
Draufsicht auf eine Petljakow Pe-8 (der Durchmesser der Triebwerke lässt auf eine Maschine mit Dieselmotoren schließen)

Die Pe-8 war ein freitragender Mitteldecker in Ganzmetallbauweise mit vier an den Tragflächen montierten Triebwerken und konventionellem Seitenleitwerk.

### Rumpf
Die Rumpfzelle bestand aus drei Abschnitten mit ovalem Querschnitt. Sie bestand aus einem Rohrgerüst aus Dural, das mit 1-Millimeter-Duralblech beplankt war. Die Kabine selbst war in zwei Etagen unterteilt und befand sich in der vorderen Sektion des Bombers. Oben saßen in der verglasten Kabine die beiden Piloten und dahinter, in einem durch zwei Scheiben an jeder Seite erhellten kleinen Raum, der Bordmechaniker. Im unteren und größeren Teil der Kabine befanden sich die Plätze des Funkers, des Navigators und des Bombenschützen. Der Bombenschütze saß dabei allerdings vor einer Trennwand, die den Hauptteil der Kabine vom Bug des Flugzeugs abtrennte, direkt über der Verglasung des Bugs, wo sich auch das Bombenzielvisier befand. Der obere Teil der Kabine lag unsymmetrisch auf der linken Seite in Flugrichtung. Die Piloten waren außerdem durch 9-mm-Panzerplatten, die beiden Gondel- und der Bugschütze mit 12-mm-Platten geschützt.
In der Mitte des Rumpfes und somit unterhalb des Raums für den Bordmechaniker befand sich bei den zwei Prototypen und fünf frühen Serienmaschinen das zentrale Laderaggregat. Es lag direkt vor dem zentralen Schützenstand und zwischen den Flügelholmen. Die Abgase des Zentralladers wurden durch ein Abgasrohr, das sich in Flugrichtung rechts über dem Flügel an der Rumpfseite befand, aus dem Flugzeug geleitet. Als der Zentrallader später entfiel, wurde an der Stelle des Abgasrohrs eine Verstärkung aufgenietet.
Hinter der Hauptkabine und dem kleinen Raum für das Laderaggregat schloss sich der Rumpfdurchgang oberhalb des Bombenschachtes an. Hier war für den Schützen des zentralen Standes eine kleine Erhöhung vorhanden, die es ihm ermöglichte, seine Position in der Waffenkanzel einzunehmen. Diese Erhöhung für den Schützen des Rückenstandes befand sich zugleich auch über dem Bombenschacht des Flugzeugs, der direkt darunter endete. Deshalb schloss sich eine Art Stufe an, die die Position des Waffenschachtes markierte. In der danach folgenden Sektion des Fernbombers befand sich in Flugrichtung rechts eine Tür, die neben der Luke im Vorderteil des Flugzeugs zum Betreten der Maschine genutzt werden konnte. Im letzten Teil des Flugzeugs befand sich nur noch ein Kriechtunnel, der dem Heckschützen zum Erreichen seiner Position diente und den Heckstand mit dem Rest des Bombers verband.
Die Abwurfbewaffnung wurde von einem großen Bombenschacht in der Rumpfmitte aufgenommen und konnte durch zwei Außenlastaufhängungen zwischen Rumpf und inneren Triebwerken vergrößert werden. Größtes eingesetztes Bombenkaliber war eine 5000-kg-Sprengbombe. Zusätzlich besaß das Flugzeug zwei weitere Waffenschächte, einen für Leucht- und Brandbomben und einen weiteren für spezielle Fotobomben. Der Schacht für die Leuchtbomben befand sich in Flugrichtung rechts hinter der Einstiegsluke, also direkt neben dem unteren Teil der Hauptkabine. Der Waffenschacht, der die Fotobomben aufnahm, befand sich recht unscheinbar im Heck in der Nähe des Heckschützen. Die Fotobomben selbst befanden sich dabei in zwei Ausstoßrohren.

### Tragwerk
Die Tragflächen bestanden aus einer dreiteiligen Rohrkonstruktion mit Duralbeplankung. Einzig die Ruder waren stoffbespannt. Das Mittelstück umfasste die inneren Motoren mit den Fahrwerksgondeln. In ihnen befanden sich als Besonderheit bemannte Waffenstände. Diese Waffenstände waren eine besonders markante Eigenheit des Flugzeugs, da ihre Lage sehr ungewöhnlich war. Die Schützen mussten entweder vom Rumpf durch die Tragflächen zu ihren Schützenständen kriechen oder sie durch eine Luke an der Oberseite der Tragfläche betreten. In den Ständen fanden die Schützen lediglich kniend Platz, eine aufrechte Haltung war nicht möglich. Bereits ab dem zweiten Prototyp wurden außerdem die Kühler der Außenmotoren in die inneren Motorverkleidungen integriert. Insgesamt 18 Schmier- und Kraftstofftanks waren in die Tragflächen integriert.

### Fahrwerk
Die Haupträder des Fahrwerks wurden elektrisch-hydraulisch in die Gondeln der inneren Motoren eingefahren, im Notfall auch per Handbetrieb. Das Heckrad war nicht einziehbar. Im Flug ragten die Haupträder etwas heraus, was bei Bauchlandungen eine Beschädigung des Rumpfes verhindern sollte. Die Besonderheit des Fahrwerks waren die großen Haupträder, die einen Durchmesser von 1,60 m hatten. Anfangs testete man sowohl die ANT-42 als auch die erste Serienmaschine (Nummer 4211) mit dem üblichen Skifahrwerk für den Winterbetrieb. Es stellte sich allerdings heraus, dass die Räder des Bombers so groß waren, dass es auch im Winter nicht nötig war, das Fahrwerk zu wechseln. Die Pe-8 war das erste sowjetische Militärflugzeug mit dieser in der Radgröße begründeten Eigenschaft.

### Elektrik
An Bord der Petljakow Pe-8 befand sich eine Vielzahl an elektrischen Geräten und elektrisch betriebenen Anlagen. Die folgenden Daten beziehen sich allesamt auf den zweiten Prototyp Tupolew ANT-42 „Dubleur“, sind jedoch auch für die späteren Serienbomber korrekt, da hier nur geringfügige und kaum erwähnenswerte Änderungen vorgenommen wurden. Fast die gesamte Stromversorgung des Flugzeugs lief über drei Generatoren des Typs GS-1000, von denen einer als Reservegenerator diente. So verlief auch die Kraftstoffversorgung der Maschine über zwei in Reihe arbeitende Kraftstoffpumpen des Typs BNK-5U, die von diesen Generatoren angetrieben wurden. Zusätzlich gab es im Flugzeug zwei Akkus des Typs 12A-30. Diese Akkus versorgten die elektrischen Anlagen mit Strom, falls es zu einem Ausfall der Generatoren kommen sollte. Die Funkstation des Fernbombers bestand aus einem Apparat des Typs RSB und einem Funkkompass RSPK-1bis. Zum Fotografieren von getroffenen Zielen und besonderen Gebieten befanden sich im Heck zwei Kameras des Typs AFA-24 (Perspektivkamera) und AFA-1 (Plankamera). Diese Geräte wurden vom Navigator elektrisch fernbedient. Der Autopilot der Pe-8 bestand aus dem speziell für die Maschine entwickelten System AP-42. Die Pe-8 war einer der ersten sowjetischen Bomber mit einer solch großen Zahl an elektrischen Systemen an Bord.

### Bewaffnung
Die Bewaffnung der Pe-8 wurde in Abwurf- und Abwehrbewaffnung unterteilt. Die Abwurfbewaffnung wurde ihrerseits entsprechend ihrer Bestimmung in drei Hauptgruppen eingeteilt.
- Hauptbomben: Sie dienten als eigentliche Angriffsmittel. Zu den Hauptbomben wurden Spreng-, Brand- und Splitterbomben gezählt. Die Sprengbomben trugen die Bezeichnung FAB (Fugasnaja Awiabomba) mit der Angabe des Gewichts in Kilogramm. Sie konnten in der Pe-8 in speziellen Konfigurationen verwendet werden, die hier je nach Bombenkaliber dargestellt werden. Alle folgenden Abwurfmittel wurden mit Pe-8-Bombern während des Krieges eingesetzt.
  - FAB-100: 40 Bomben, befestigt an zehn Kassetten zu je vier Bomben. Vier Kassetten als Außenlast an den Aufhängungen zwischen Rumpf und innerer Motorgondel. Die Gesamtmasse dieser Konfiguration betrug vier Tonnen.
  - FAB-250: Zwölf Bomben, befestigt an sechs Kassetten zu je zwei Bomben. Zwei Kassetten als Außenlast. Die Gesamtmasse betrug hier drei Tonnen.
  - FAB-500: Sechs Bomben in Einzelaufhängungen, zwei davon als Außenlast. Das gesamte Gewicht der Bomben betrug drei Tonnen.
  - FAB-1000: Vier Bomben in Einzelaufhängungen, davon zwei als Außenlast. Die Gesamtmasse betrug vier Tonnen.
  - FAB-2000: Eine Bombe, die an zwei Schlössern im Bombenschacht befestigt wurde. Anfangs war es nur möglich, eine einzige FAB-2000 aufzunehmen. Am 22. Oktober 1944 meldete die 45. AD jedoch an den Chefingenieur der ADD, dass es in der Division 24 mit ASch-82 und zwei mit ATSch-30B ausgerüstete Pe-8 gebe, in deren Bombenschacht auch zwei FAB-2000 aufgenommen werden könnten. Die großkalibrige Sprengbombe war während des Krieges entwickelt und durch die 45. AD erstmals im Juli 1942 bei Angriffen auf den Eisenbahnknotenpunkt von Brjansk erprobt worden.

FAB-5000 – die schwerste von der Pe-8 abgeworfene Bombe

  - FAB-5000 – die schwerste von der Pe-8 abgeworfene Bombe FAB-5000NG: Eine Bombe, die an zwei Schlössern im Bombenschacht befestigt wurde. Der Stabilisator dieser Bombe war allerdings so groß, dass sich der Schacht der Pe-8 nicht mehr richtig schließen ließ, wenn sie eingehängt worden war. Aus diesem Grund mussten Einsätze, bei denen FAB-5000 eingesetzt werden sollten, stets mit offenem Schacht geflogen werden. Die FAB-5000 gehörte zu den stärksten im Krieg eingesetzten Fliegerbomben und wurde mit Hilfe der Ingenieure der 45. AD entwickelt, da als Trägerflugzeug von Anfang an nur die Pe-8 in Frage kam. Das Kürzel NG steht für die Initialen des Konstrukteurs der Bombe, Nisson Gelperin, der die Waffe aus Stahlbeton und nicht aus gewöhnlichem Stahl fertigen ließ, um den kriegswichtigen Rohstoff zu sparen. Aufgrund der komplizierten Herstellungsweise wurden nur 48 dieser Bomben hergestellt, wobei der Einsatz bei elf bestätigt ist.
  - ZAB-100-ZK: Spreng-Brand-Bombe, die schon vor dem Krieg entwickelt wurde und sich gut bewährte. Die ZAB-Bomben mussten im speziellen Leucht- und Brandbombenschacht untergebracht werden.
  - ZAB-100-65TSch: Bombe, die mit 65 Brandkugeln gefüllt war, welche beim Aufschlag durch die Explosion zerstreut wurden.
  - ZAB-500-300TSch: Körper einer FAB-500, der mit 300 Brandkugeln gefüllt war.
  - OFAB-100: Körper einer FAB-100, der in dieser Konfiguration als Splitterbombe diente.
  - RRAB-1000: Große Rotationsstreubombe, die mit 1,5 bis zwei Kilogramm schweren Splitter- und Brandbomben gefüllt war. Sie konnte mit der Pe-8 auch in den Kalibern 250 und 500 eingesetzt werden.
  - MAB-250: FAB-250 als Brückenbombe zur Zerstörung von Brücken. Diese Bombe konnte wie eine gewöhnliche FAB-250 im Bombenschacht untergebracht werden.
  - WAP-1000: Behälter mit brennbarer Flüssigkeit, die über einem Ziel vergossen wurde. Die WAP war auch im Kaliber 500 verfügbar. Die Behälter wurden an den Außenaufhängungen der Pe-8 eingehängt.
- Hilfsbomben: Sie dienten zur Unterstützung des Einsatzes der Hauptbomben. Die bekanntesten Vertreter dieser Gattung waren die Leuchtbomben. Sie wurden im Rumpfbug im eigens dafür entworfenen Leucht- und Brandbombenschacht untergebracht und konnten vom Navigator der Pe-8 unabhängig von den Hauptbomben abgeworfen werden.
  - SAB-100-55: Bekannteste Leuchtbombe. Sie brannte vier Minuten mit einer Lichtstärke von 1.400.000 Candela und wurde Ende 1942 entwickelt. Außer dieser Variante waren außerdem die SAB-15, SAB-25-25 und die SAB-100-75 für die Pe-8 üblich.
- Spezialbomben: Diese Waffenart diente zur Lösung besonderer Aufgaben. Dazu wurden vor allem die Rauch-, Orientierungs- und Fotobomben gezählt.
  - TAB-50-35: Einzige Fotobombe, die mit der Pe-8 eingesetzt wurde. Sie strahlte kurz nach der Explosion kurzzeitig mit 700.000.000 Candela. Das Fotografieren war aus einer Höhe von bis zu 7.500 m möglich. Die Fotobomben dienten den Pe-8 besonders bei speziellen Aufklärungsmissionen. Sie beleuchteten das zu fotografierende Gebiet bei Nacht, sodass die Aufklärung nicht auf den Tag beschränkt war. Im Grunde genommen waren Fotobomben somit wirkungsvollere Leuchtbomben, die allerdings nicht zur Markierung eines Bodenziels, sondern zur Kenntlichmachung eines weiträumigen Gebiets eingesetzt wurden. Fotografiert wurde von Bord des Bombers aus.

Die Abwehrbewaffnung der Petljakow Pe-8 umfasste insgesamt fünf bemannte Schützenstände. Der Bugstand bestand anfänglich aus dem Bugturm NEB (Носевая Електрищеская Базня – Bugturm elektrischer Bauart) und dem Zwillingsmaschinengewehr SchKAS. Ab Mitte 1943 wurde nur noch ein MG SchKAS in den veränderten Bug eingebaut, womit auch der Schütze entfiel, da der Bombenschütze dessen Aufgabe übernahm. Der zentrale Stand bestand aus dem Drehturm TAT (Тяжелая Авиационая Турел' – Schwere flugtechnische Lafette) mit einer Maschinenkanone SchWAK und die beiden Motorgondelstände aus dem Gondelstand SchU (Шассийная Установка – Gestellinstallation) und einem Beresin UBT. Der Heckstand schließlich bestand aus dem Turm KEB (Кормовая Електрищеская Базня – Heckturm elektrischer Bauart) und einem SchWAK. Das Abwehrsystem des Flugzeugs war so aufgebaut, dass es nur in unmittelbarer Nähe der Zelle tote Winkel gab, ansonsten aber der gesamte Raum um den Bomber herum von mindestens zwei Bordwaffen gedeckt wurde. Die Abwehrbewaffnung des ersten Prototyps war allerdings erheblich stärker als die der Serienflugzeuge (siehe technische Daten) und umfasste zusätzlich je ein SchKAS-MG in der hinteren Pilotenkanzel, im Kommandeursstand und in einem Bodenstand unter dem Rückenstand. Außerdem war in der Rumpfmitte eine Kanone SchWAK auf einem Dreibein installiert, mit der beidseitig aus zwei Fensterluken geschossen werden konnte. Das Bug-MG war ursprünglich eine Maschinenkanone SchWAK. Der zweite Prototyp verfügte schon weitestgehend über die Serienbewaffnung.

### Besatzung
Die Besatzung der Petljakow Pe-8 bestand aus elf Mann. Bei speziellen Aufgaben konnte die Zahl der Besatzungsmitglieder allerdings zwischen zehn und zwölf Mann variieren. So flog beim ersten Einsatz der großkalibrigen Sprengbombe FAB-5000NG in der Nacht vom 28. auf den 29. April 1943, bei dem die Bombe von der Pe-8 mit der Werknummer 42029 auf Königsberg geworfen wurde, zusätzlich zur Stammbesatzung der Oberbewaffnungsingenieur der 45. AD, A. P. Taranenko, mit. In Sonderfällen konnte die Besatzung sogar aus 13 Mann bestehen. Jedes Besatzungsmitglied musste zum Schutz vor der Kälte in großen Flughöhen eine spezielle Ausrüstung tragen, die vor allem aus einer dicken Wollbekleidung und einem Lederüberzug bestand. Fellhandschuhe sollten die Hände vor Erfrierungen schützen. Wegen der dünnen Luft in großen Höhen war das Tragen einer Sauerstoffmaske überlebensnotwendig und daher Pflicht. Die Füße wurden mit großen Schaffellstiefeln geschützt. Jedes Mitglied der Besatzung hatte in seiner Nähe einen griffbereiten Fallschirm, um das Flugzeug im Notfall schnell verlassen zu können. Außerdem führten viele Besatzungsmitglieder in einer kleinen Ledertasche am Gürtel eine Handfeuerwaffe mit, was bei Angehörigen der sowjetischen Luftstreitkräfte keine Besonderheit war. Jedes Besatzungsmitglied an Bord hatte eine spezielle Aufgabe, für die es vorher oft umfangreich ausgebildet werden musste.
| Besatzungsmitglied           | Aufgaben |
| ---------------------------- | --- |
| Pilot/Kommandant             | Der Pilot (in manchen Quellen auch Kommandant genannt) steuerte die Pe-8 und übernahm somit die Hauptaufgabe an Bord. Er koordinierte außerdem das Zusammenwirken aller anderen Besatzungsmitglieder und war somit der Befehlshabende des Fernbombers. Er saß als Flugzeugführer in der Pilotenkabine vorne.                                                    |
| Copilot                      | Der Copilot half dem Piloten bei seinen Aufgaben und übernahm die Steuerung des Flugzeugs, wenn der Kommandant sich um andere Aufgaben kümmern musste. Er saß direkt hinter dem Piloten in der Pilotenkabine der Pe-8. |
| Bordmechaniker               | Der Bordmechaniker überwachte während des Einsatzes vor allem die Arbeit der Motoren und musste bei Beschädigungen in die verschiedenen Sektionen des Flugzeugs kriechen, um Reparaturen durchzuführen. Sein Platz befand sich hinter den beiden Piloten in einem kleinen Raum in der Pilotenkabine.                                                            |
| Bombenschütze                | Der Bombenschütze war für den zielgenauen Einsatz der Abwurfbewaffnung über dem Ziel verantwortlich. Er saß vorne im Flugzeug, direkt hinter dem Bugschützen und über der Bugverglasung, wo sich das Bombenzielvisier befand. In den späteren Versionen der Pe-8 (ab Mitte 1943) bediente er zusätzlich das SchKAS-MG im verglasten Bug.                        |
| Funker                       | Der Funker koordinierte die Kommunikation zwischen dem eigenen Flugzeug und den anderen Bombern. Außerdem empfing er Befehle vom Divisionsstab und Koordinaten für den Flug, die er an den Navigator weitergab. Er saß an einer Instrumententafel im großen Raum direkt unterhalb der Pilotenkabine in Flugrichtung links.                                      |
| Navigator                    | Dem Navigator kam zusammen mit dem Piloten/Kommandanten die wichtigste Aufgabe in der Pe-8 zu. Er berechnete anhand von Karten und empfangenen Befehlen den Kurs der Maschine und führte sie so zu ihrem Ziel. Er saß hinter dem Funker im großen Raum unter der Pilotenkabine und hatte einen eigenen großen Tisch, auf dem er seine Karten befestigen konnte. |
| Bugschütze                   | Der Bugschütze saß vorne im verglasten Turm und bediente ein Zwillingsmaschinengewehr SchKAS. Er entfiel in der neueren Version der Pe-8 ab Mitte 1943. |
| Schütze des zentralen Stands | Der Schütze des Rückenstands bediente eine Maschinenkanone SchWAK und saß auf einem speziell befestigten Segeltuch über dem Bombenschacht der Pe-8. Er wurde von den Besatzungen auch „Meister der Artillerie“ genannt. |
| Heckschütze                  | Der Heckschütze saß im Heckturm und bediente ebenfalls eine Maschinenkanone SchWAK. |
| Motorgondelschütze links     | Der Motorgondelschütze kniete im linken Motorgondelstand in Flugrichtung und bediente eine Maschinenkanone UBT. |
| Motorgondelschütze rechts    | Der Motorgondelschütze kniete im rechten Motorgondelstand in Flugrichtung und bediente ebenfalls eine Maschinenkanone UBT. |

## Einsatz

### Einsatz vor Kriegsbeginn
Die ersten fabrikneuen Flugzeuge TB-7 aus Kasan wurden im September 1939 nach Kiew-Borispol in die Ukraine geflogen. Hier war das 14. TBAP (14. Schweres Bombenfliegerregiment) stationiert, das bis dahin den schweren Bomber TB-3 flog. Diese Einheit war dazu auserwählt worden, die praktische Truppen- und Felderprobung des neuen Langstreckenbombers durchzuführen. Die Umschulung des Personals wurde von den Testpiloten P. M. Stefanowski und G. F. Baidukow aus dem NII WWS unterstützt. Das technische Personal in Borispol wurde unter der Leitung von I. W. Markow umgeschult. Unter Führung des Geschwaderkommandeurs G. S. Stschottschikow, des Geschwaderkommissars A. P. Tschuchajew und des Geschwadernavigators Major Kowalenko begann das 14. TBAP mit seiner Umrüstung von TB-3 auf TB-7. Die neue Typenzulassung erhielten als erste die Kommandanten Major Dimitrijew, Hauptmann Remisow und die Oberleutnante Makarenko, Dodonow und Naumenko. Die Zulassung zur Ausbildung auf der TB-7 erhielten die Hauptleute Pachomtschik, Lisatschow und Gorbunow. Da vorerst nur sechs TB-7 zur Verfügung standen, wurden diese Bomber bis Juli 1940 in der 2. Staffel des 14. TBAP unter der Führung von A. G. Dimitrijew vereinigt. Am 4. Juni 1940 stattete der Marschall der Sowjetunion Semjon Budjonny der Einheit einen Besuch ab – ein Beleg für die Wichtigkeit der TB-7 in den Augen der Führung der Roten Armee.
Ab Frühjahr 1940 führte das 14. TBAP regelmäßig Test- und Übungsflüge mit den TB-7-Bombern durch. Es wurden Starts und Landungen geprobt, die Leistung der verschiedenen Triebwerkstypen verglichen und fliegendes Personal für den Bomber ausgebildet. Durch die Wiederaufnahme der Serienproduktion im Mai 1940 erhöhte sich außerdem langsam die Zahl an einsatzbereiten TB-7 im Regiment. Regelmäßig wurden von Borispol Berichte und ermittelte Daten über die Flüge und die Erprobung an Chefkonstrukteur Neswal nach Kasan gesendet. Diese blieben ab dem Frühjahr 1941 aber plötzlich aus, sodass sich der leitende Ingenieur für die Flugerprobung, Ossokin, im April 1941 dazu genötigt sah, nach Borispol zu kommen, um den Zustand der Fernbomber zu überprüfen. Es stellte sich heraus, dass seit Dezember 1940 gar nicht mehr mit der TB-7 geflogen wurde. Damals war Maschine 4216 beim Durchstarten abgestürzt, wobei sechs Besatzungsmitglieder den Tod fanden. Dieser Absturz stellte den ersten Flugunfall des Typs überhaupt dar. Um weiteren Verlusten vorzubeugen, verbot der Oberbefehlshaber des Kiewer Besonderen Militärbezirks dem 14. TBAP, weiter auf der TB-7 zu fliegen. Durch diese lange Flugpause von fünf Monaten waren schwerwiegende Probleme entstanden. An den Flugzeugen waren erhebliche Wartungsarbeiten durchzuführen und die Flugerlaubnisse der Piloten waren abgelaufen. Erst als der bekannte Flieger Wladimir Dazko (er führte zusammen mit Stefanowski die Flugerprobung der ANT-42 durch) die Besatzungen wieder einwies, war dieses Problem gelöst und das Regiment konnte die Ausbildung und Erprobung mit der TB-7 fortsetzen. Beim Beginn des Krieges mit Deutschland im Juni 1941 hatte das 14. TBAP 14 TB-7 im Bestand. Die anderen Fernbomber, die zu diesem Zeitpunkt bereits gebaut worden waren, standen in Moskau und Kasan zu Erprobungszwecken bereit und sollten dem Regiment erst später zur Verfügung gestellt werden. Durch den deutschen Überfall auf die Sowjetunion kam es dazu allerdings nicht mehr.

### Einsatz während des Krieges

#### 1941
Bei Beginn des Krieges gegen die Sowjetunion war weiterhin nur das in Kiew-Borispol stationierte 14. TBAP mit TB-7 ausgerüstet. Nachdem der Standort in Kiew mehrfach von der deutschen Luftwaffe angegriffen worden war, wurden die verbliebenen neun Flugzeuge am 25. Juni 1941 nach Poltawa geflogen. Am 26. Juni wurden die TB-7-Bomber offiziell aus der 2. Staffel des 14. TBAP herausgelöst und, in Unkenntnis der Lage in Kiew-Borispol, der Reserve des Oberbefehlshabers unterstellt. Am selben Tag begab sich W. I. Lebedjew zusammen mit dem Testpiloten Michail Kawerin nach Borispol, um den Befehl zur Ausgliederung der 2. Staffel auszuführen. Nachdem der Truppenteil nicht aufgefunden werden konnte, fand man erst mit Hilfe der ansässigen Bewohner heraus, dass sich die Maschinen in Poltawa befanden und der Flugplatz des 14. TBAP schwer von der deutschen Luftwaffe bombardiert worden war. In Poltawa schließlich erhielten die TB-7 an Ort und Stelle eine Tarnbemalung und wurden nach Monino und später nach Kasan auf den Flugplatz des Herstellerwerkes geflogen. Ursprünglich war vorgesehen, zwei Staffeln mit TB-7 zu bilden und den Fernbombenfliegerkräften der Reserve des Hauptquartiers zu unterstellen. Die tatsächliche Lage und das Fehlen einer genügenden Anzahl Bomber dieses Typs machte die Bildung einer zweiten Staffel vorerst aber unmöglich. Außerdem wurde in Kasan entschieden, alle TB-7 auf die Dieselmotoren M-30 und M-40 sowie auf großkalibrige Bordwaffen umzurüsten. Einige TB-7 kamen aus Moskau nach Kasan, andere konnten werkneu übernommen werden und neun Maschinen kamen aus dem 14. TBAP in Kiew-Borispol. Insgesamt standen Mitte Juli 1941 14 TB-7 zur Verfügung. Die vom Hauptquartier befohlenen Umrüstungen konnten zumindest im Bereich der Triebwerke schnell erledigt werden, da der Einbau der Dieselmotoren schon vor dem Krieg beherrscht wurde. Die Erneuerung der Bordwaffen stellte allerdings größere Probleme dar, da die 7,62-mm-SchKAS gegen 12,7-mm-UBT- und BR-Maschinenkanonen getauscht werden mussten. Für diese Aufgabe musste der gesamte Motorgondelstand des Flugzeugs verändert und umkonstruiert werden, was lange Zeit in Anspruch nahm. Am 27. Juli 1941 wurde schließlich unter dem Kommando Lebedjews das 412. DBAP (Fernbombenfliegerregiment) gebildet. Der Oberst konnte über acht TB-7 mit M-40 beziehungsweise M-40F, eine mit M-30 und drei Maschinen mit AM-35 beziehungsweise AM-35A verfügen. Einige Wochen später wurden schließlich die TB-7 mit den Nummern 4215 und 4218 nach einer Reparatur übergeben, womit insgesamt 14 dieser Fernbomber einsatzbereit waren. Diese 14 Flugzeuge wurden in fünf Staffeln zu je drei Besatzungen gegliedert, wobei die fünfte Staffel nur zwei Besatzungen hatte:
| Nummer der Staffel | Kommandant                    | Werknummer des Flugzeugs | Bordnummer |
| ------------------ | ----------------------------- | ------------------------ | ---------- |
| Erste Staffel      | Major A. A. Kurban            | 42016                    | 1          |
| Erste Staffel      | Oberleutnant A. A. Peregudow  | 42025                    | 2          |
| Erste Staffel      | Leutnant W. D. Bidny          | 42035                    | 3          |
| Zweite Staffel     | Major A. N. Tjagunin          | 42045                    | 5          |
| Zweite Staffel     | Oberleutnant E. K. Puusepp    | 42036                    | 8          |
| Zweite Staffel     | Leutnant M. W. Rodnych        | 4225                     | 6          |
| Dritte Staffel     | Major K. P. Jegorow           | 42046                    | 7          |
| Dritte Staffel     | Major M. M. Ugrjumow          | 42055                    | 9          |
| Dritte Staffel     | Leutnant A. I. Panfilow       | 42026                    |            |
| Vierte Staffel     | Oberst A. D. Alexejew         | 42015                    |            |
| Vierte Staffel     | Oberleutnant I. S. Lisatschow | 4221                     |            |
| Vierte Staffel     | Je. O. Fedorenko              | 4222                     |            |
| Fünfte Staffel     | Major A. G. Dimitrijew        | 4218                     |            |
| Fünfte Staffel     | Hauptmann A. S. Asjamow       | 4215                     |            |

Am 8. August 1941 wurden diese Maschinen und ihre Besatzungen, also das gesamte 412. DBAP, der neu gebildeten 81. Fernfliegerdivision unter Michail Wodopjanow als 432. DBAP eingegliedert. Die Besatzungen rekrutierten sich außer aus Militärpiloten auch aus Angehörigen der Aeroflot, der Polarluftflotte und sogar aus Testpiloten, weil nur die Elite des flugtechnischen Personals die TB-7 fliegen durfte. Der erste Kampfeinsatz des 432. DBAP, und somit auch der erste Kampfeinsatz von TB-7 überhaupt, erfolgte in der Nacht vom 10. zum 11. August 1941 vom Flugplatz in Puschkin bei Leningrad aus, wohin das Geschwader am 9. und 10. August verlegt worden war. Für den ersten Einsatz der Einheit wurden nur die acht TB-7 zugelassen, die mit Dieselmotoren M-40 ausgerüstet waren. Sie erhielten die blauen Bordnummern, die den Besatzungen dazu dienten, ihre Flugzeuge untereinander unterscheiden zu können. Als Ziel für diesen ersten Kampfeinsatz wurde Berlin, die Hauptstadt des Deutschen Reiches, ausgewählt. Den Befehl zur Durchführung der Mission hatte Stalin persönlich am Morgen des 9. August 1941 erteilt. Schon am Abend desselben Tages fand in Puschkin die Befehlsausgabe für die Besatzungen statt. Die Bedeutung, die diesem Kampfeinsatz von der gesamten Führungsebene der sowjetischen Luftstreitkräfte beigemessen wurde, kam darin zum Ausdruck, dass bei der Einsatzbesprechung der Oberbefehlshaber der sowjetischen Luftstreitkräfte und der ihm unterstellte Befehlshaber der Luftstreitkräfte der sowjetischen Nordfront, A. A. Nowikow, anwesend waren. Sie gaben den Besatzungen der TB-7 und Jer-2 letzte Informationen und richteten ihnen die Grüße Stalins aus. Bereits am 29. Juni 1941 hatte dieser mit den Fliegern W. I. Lebedjew und N. I. Nowodranow eine Unterredung im Kreml gehabt, bei der er die Piloten genau über die Einsatzmöglichkeiten der damals modernsten sowjetischen Bomber, TB-7 und Jer-2, ausfragte. Die Pläne für einen Angriff gegen Berlin nahmen also bereits eine Woche nach Kriegsbeginn konkrete Formen an. In Puschkin wurde dann am Abend des 9. August zusätzlich allen Anwesenden die Besonderheiten des Fluges bis nach Berlin erläutert und das Verhalten im Falle einer Gefangennahme besprochen. Am 10. August fanden schließlich die Einsatzvorbereitungen innerhalb der 81. AD statt. Die Fernbomber wurden auf ihrem Standplätzen aufgetankt, Bomben wurden eingehängt, Karten geklebt, navigatorische Berechnungen angestellt und die Besatzungen sprachen miteinander nochmals das taktische Verhalten während des extrem anspruchsvollen Einsatzes ab. Ursprünglich war geplant, den Berlin-Einsatz mit zehn TB-7 und 16 Jer-2 in sechs verschiedenen Angriffswellen zu fliegen, die Realität erzwang aber einige Korrekturen. Nun sollten acht TB-7 und mehrere Jer-2 die Hauptstadt des Deutschen Reiches bombardieren. Die Umstände des Angriffs waren extrem kompliziert. Die Piloten, die es gewohnt waren, mit Flugzeugen von Betonbahnen abzuheben, sollten die Bomber mit maximaler Abflugmasse von einer sehr kurzen Graspiste starten, was weder vor Kriegsbeginn noch bei der Einsatzvorbereitung trainiert worden war.
Nachdem vorher noch einige organisatorische Unstimmigkeiten wie die Reihenfolge der einzelnen Staffeln beim Start geklärt worden waren, starteten schließlich am Abend des 10. August 1941 acht TB-7 vom 432. DBAP und mehrere mittlere zweimotorige Fernbomber des Typs Jer-2 vom 420. DBAP zwischen 20:50 Uhr und 22:00 Uhr von Puschkin über die Ostsee in Richtung Berlin. Doch schon der Start der Flugzeuge verlief alles andere als planmäßig. Beim Abheben der TB-7 mit der Werknummer 42046 unter Major K. P. Jegorow fielen die beiden rechten Triebwerke aus und der Bomber explodierte bei der darauffolgenden Bruchlandung vor dem Flugplatz. Sechs Besatzungsmitglieder verloren ihr Leben. Mindestens eine Jer-2 erlitt dasselbe Schicksal. Als immer mehr brennende Flugzeugwracks den Flugplatzrand säumten, wurde schließlich der gesamte Kampfstart abgebrochen. Doch nicht nur der Start verlief katastrophal. Die TB-7 mit der Werknummer 42025 wurde 30 km westlich von Tallinn von eigener sowjetischer Flak derart stark beschädigt, dass die Besatzung um die Erlaubnis zur Rückkehr bitten musste. Nachdem die Maschine ihre gesamte Waffenlast in die Ostsee geworfen hatte, rollte sie einige Stunden später schwer beschädigt in Puschkin wieder auf ihren Standplatz. Die 42025 blieb allerdings nicht die einzige Maschine der Division, die von eigener Flak und Jagdflugzeugen angegriffen wurde. Mehrere TB-7 und Jer-2 wurden von eigenen I-16 angeschossen, deren Piloten glaubten, es handele sich bei den Bombern um deutsche Flugzeuge. Eine Jer-2 wurde von sowjetischen Jägern in Brand geschossen und stürzte bei Krasnogwardejsk ab. Die Besatzung konnte sich mit dem Fallschirm retten, verlor aber ihren Kommandanten. Dasselbe Schicksal ereilte auch die TB-7 mit der Bordnummer 42045. Von allen gestarteten Flugzeugen erreichten nur drei TB-7 und drei Jer-2 ihr Ziel Berlin. Auf dem Rückflug gingen zwei weitere TB-7 verloren; die 42036 landete in Estland, die Besatzung, zu der auch der Befehlshaber der 81. AD, M. W. Wodopjanow, gehörte, fand nur aufgrund der Kenntnisse ihres estnischen Copiloten Puusepp den Weg zurück nach Puschkin. Insgesamt kehrten nur drei TB-7 und zwei Jer-2 in die Heimat zurück, davon landete aber nur einziges Flugzeug wieder in Puschkin, die 42025, die nach dem Beschuss bei Tallinn umgekehrt war. Die beiden anderen Maschinen beendeten den Einsatz auf Ausweichflugplätzen im Baltikum und der nordwestlichen RSFSR.
Der erste Kampfeinsatz von TB-7-Bombern erreichte sein Ziel nur teilweise und war mit extremen Verlusten verbunden; er offenbarte zahlreiche Schwächen und Fehler bei der Planung und Ausführung. Die Verluste und Ausfälle an Bombern dieses Typs standen in keinem Verhältnis zum Aufwand, der bei der Wartung, Instandhaltung und Sicherung der Einsatzbereitschaft der Flugzeuge entstand. Um die TB-7 auch zukünftig weiterhin effektiv zu Kampfeinsätzen heranziehen zu können, musste eine völlig neue Strategie und Einsatztaktik erarbeitet werden. Gerade beim Einsatz der TB-7 zeigte sich außerdem deutlich, welche gravierenden Folgen die stalinschen Säuberungen innerhalb der sowjetischen Luftstreitkräfte hatten. Viele der fähigsten Piloten mit dem höchsten Führungsniveau waren noch vor Kriegsbeginn liquidiert worden, die nachrückenden Kommandanten hatten oftmals keinerlei Erfahrung in ihren Aufgaben. Dementsprechend hoch waren die Verluste durch Fehler, die leicht hätten vermieden werden können. Auch der Ausbildungsstand innerhalb der Luftstreitkräfte war bei Beginn des Krieges katastrophal. Die Piloten wurden nicht in die Besonderheiten der einzelnen Flugzeugtypen eingewiesen und verfügten oftmals nicht einmal über elementare Grundkenntnisse. Alle diese Probleme traten auch in der 81. AD auf, wenn auch nicht in dem Maße wie in anderen Verbänden der Luftstreitkräfte, da hier die meisten Piloten aus der Polarluftflotte oder der Aeroflot kamen. Auch andere banale Dinge wurden gänzlich vergessen. So entstanden die hohen Verluste durch eigene Flugzeugabschüsse im Berlin-Einsatz vor allem dadurch, dass die Führung der Luftstreitkräfte es versäumt hatte, die einzelnen Luftabwehr- und Jagdfliegerregimenter über den Einsatz der TB-7 zu informieren. Dementsprechend wurde auch nicht erkannt, dass die viermotorigen Bomber sowjetische und keine deutschen Flugzeuge waren. Erst ab 1942 besserten sich der Ausbildungsstand, die Effektivität und auch die Koordination von Luftabwehr und Luftstreitkräften, sodass weitere Fälle von Verlusten durch eigene Flak und Jäger fast nicht mehr vorkamen.
Innerhalb der 81. Fernfliegerdivision wurde entsprechend der stalinschen Doktrin mit den Verlusten umgegangen; es gab große personelle Veränderungen. So wurde M. W. Wodopjanow vom Oberbefehl über die Division entbunden, ihm folgte A. Je. Golowanow. Zusätzlich wurde befohlen, dem Einsatz und dem Ausbildungsstand innerhalb der 81. AD eine besondere Aufmerksamkeit zukommen zu lassen, um ihre effektive Verwendung zukünftig sicherstellen zu können. Letztendlich gab es aufgrund des Berlin-Einsatzes auch einen wichtigen Rückschluss auf die Technik der TB-7. Die Dieselmotoren M-40 waren äußerst unzuverlässig, sodass die zukünftigen Fernbomber nur noch mit den Motoren M-30 und AM-35A ausgerüstet werden sollten. Die Division wurde erst nach Kasan, dann schließlich nach Wsegoditschi bei Kowrow verlegt und begann sporadisch sowohl Front- als auch Fernziele anzugreifen. Bereits am 28. August erfolgte der erste Kampfeinsatz von TB-7 nach der Berlin-Katastrophe. Die TB-7 mit den Werknummern 4221 und 4222 starteten ins Gefecht. Im September regenerierte sich das 432. DBAP langsam, und geordnete Verhältnisse zogen ein. Ab Oktober 1941 wurden regelmäßig neue Angriffe geflogen und die gesamte Division stabilisierte sich. Am 3. Dezember wurde die 81. AD dann in 3. AD umbenannt und auch das 432. Regiment erhielt kurz darauf (12. Dezember 1941) die neue Nummer 746. Bis zum Jahresende wurden mit den TB-7-Bombern folgende Einsätze geflogen:
| Ziele            | Starts | Flugzeit | Abgeworfene Bomben |
| ---------------- | ------ | -------- | ------------------ |
| Fernziele        | 15     | 144:32 h | 33,23 t            |
| Gefechtsfeld     | 28     | 196:59 h | 72,12 t            |
| Eisenbahnanlagen | 20     | 113:33 h | 59,40 t            |
| Flugplätze       | 5      | 35:16 h  | 13,25 t            |

Bei den Fernzielen handelt es sich um die Städte Berlin, Danzig, Königsberg und Memel. Alle anderen Ziele lagen auf Gebiet, das von der Wehrmacht besetzt worden war.

#### 1942

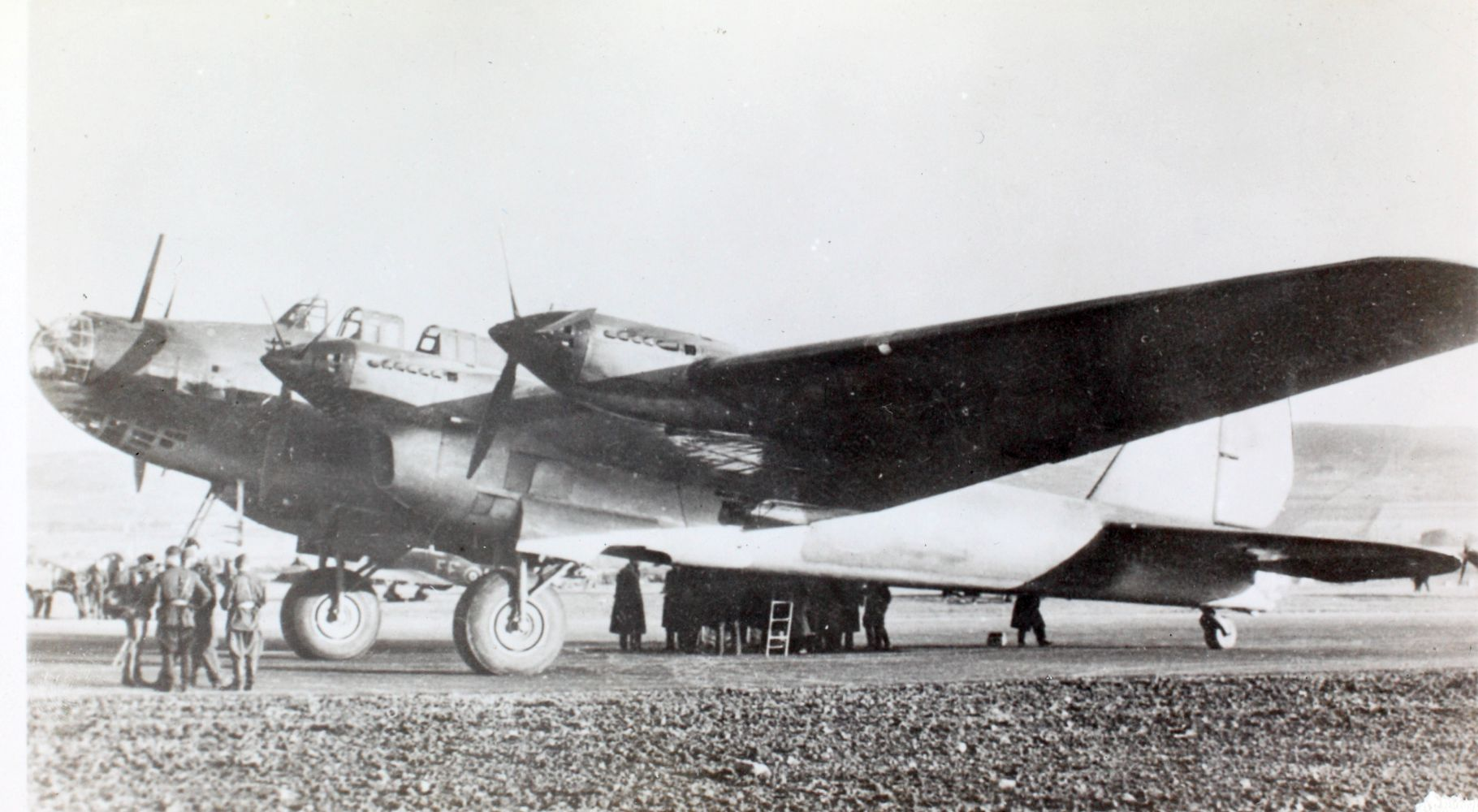
TB-7 auf dem Flugplatz Tealing in Schottland während des Molotow-Flugs in die USA, Mai 1942

Das neue Jahr begann für die 3. AD (die ehemalige 81. AD) mit einer Entlastung, da die Offensive der Wehrmacht vor Moskau von der Roten Armee gestoppt werden konnte, womit sich auch eine Verringerung der Anzahl an Angriffen auf deutsche Frontstellungen einstellte. Bereits im Januar 1942 wurde der Stab der 3. Fernfliegerdivision wieder nach Moskau verlegt und in der zweiten Januarhälfte wurde dann auch das 746. DBAP (das ehemalige 432. DBAP) teilweise von Wsegoditschi bei Kowrow nach Kratowo, südöstlich von Moskau, verlegt. Die nächste große strukturelle Veränderung fand am 18. März 1942 statt; das 746. DBAP wurde aus der 3. Division ausgegliedert und bildete nun ein eigenständiges Regiment. Am 1. April wurde die neue Basis in Kratowo auch offiziell zum Stationierungsort des Regiments erklärt. Das wichtigste Ereignis des Frühjahrs 1942 innerhalb der Luftstreitkräfte fand allerdings nicht in der TB-7-Einheit statt, sondern betraf die gesamte zukünftige Organisation der Langstreckenfliegereinheiten. Am 5. März 1942 wurde der Erlass zur Bildung der sowjetischen Fernfliegerkräfte, der ADD (Авиация дальнего действия – Fernfliegerkräfte), vom Staatlichen Verteidigungskomitee der UdSSR angenommen. Infolge dieser Umstrukturierung wurden alle bisherigen Einheiten, in denen Bomber mit großer Reichweite flogen (also DB-3, Il-4, Jer-2 und TB-7) in Fernfliegerdivisionen unter Führung der Fernfliegerkräfte eingeteilt. Zwar gab es vorher schon Divisionen, in denen nur Langstreckenbomber flogen (die 81./3. DBAD war eine solche Einheit), doch unterstanden sie keinem übergeordneten Organ und wurden nach Belangen der einzelnen Fronten der Roten Armee eingesetzt, was sich im Verlauf des Jahres 1941 als wenig sinnvoll erwies. Nun konnten der Oberste Befehlshaber (in diesem Fall Stalin selbst) und der Stab der ADD die Angriffe der einzelnen Divisionen der Fernfliegerkräfte koordinieren und ihre Einsätze aufeinander abstimmen, um eine höhere Wirkung zu erzielen.
Auch das eigenständige 746. DBAP sollte im Zuge dieser neuen Taktik in eine Fernfliegerdivision integriert werden, wozu aber ein zweites Regiment mit Fernbombern vonnöten war. Deshalb wurde der im Sommer 1941 verworfene Plan zur Bildung eines zweiten TB-7-Regiments jetzt wieder aufgenommen. Es wurde damit begonnen, Personal und Bomber aus dem 746. Regiment auszugliedern und daraus eine neue Einheit zu formen. Diese Tätigkeiten wurden am 4. Juni 1942 zum Abschluss gebracht. An diesem Tag wurde das 890. DBAP ADD (890. Fernbombenfliegerregiment der Fernfliegerkräfte) offiziell gegründet und am 10. Juni 1942 wurden infolgedessen das 746. DBAP und das 890. DBAP zur 45. AD ADD (45. Division der Fernfliegerkräfte) vereinigt. Entstanden war also die erste sowjetische Fernfliegerdivision, die Flugzeuge mit strategischer Reichweite und sehr hoher Zuladungskapazität vereinte. Den ersten Einsatz flogen beide Regimenter, also die gesamte 45. AD, am 15. Juni 1942 zusammen. Insgesamt standen zu diesem Zeitpunkt 15 TB-7 zur Verfügung, acht Maschinen im 746. Regiment und sieben Flugzeuge im 890. DBAP. Im 890. Regiment flog zudem seit seiner Bildung eine besondere TB-7, die 4202 beziehungsweise 385D. Es handelte sich dabei um den zweiten Prototyp des Bombers, der Anfang 1942 auf gewöhnliche AM-35A-Motoren umgerüstet worden war und nun selbst Kampfeinsätze in der 45. AD fliegen sollte. Die ANT-42 „Dubleur“ war bei den Piloten in der Division besonders beliebt, da ihr Leergewicht um 1,5 Tonnen geringer war als das der Serienflugzeuge und sie deshalb bedeutend bessere Flugeigenschaften aufwies. Kommandant der ANT-42 „Dubleur“ wurde Major W. T. Lawrowski.
Am 8. September 1942 war die TB-7 in Pe-8 umbenannt worden, woraufhin auch in den internen Dokumenten der ADD die neue Typenbezeichnung verwendet wurde. In der Folgezeit flogen die Fernbomber der 45. AD ihre Einsätze gegen zahlreiche Fern- und Frontziele. Besonders herausstechend ist der zweite Berlin-Einsatz von Pe-8-Bombern überhaupt. Er fand in der Nacht vom 26. auf den 27. August 1942 von Kratowo aus statt. Diesmal herrschten deutlich bessere Bedingungen als 1941 und auch die extremen Verluste des Vorjahres konnten nun vermieden werden. Obwohl bei diesem Angriff nur eine einzige Pe-8 bis zum Ziel kam, kehrten alle Bomber unbeschädigt zurück. Die folgenden Berlin-Einsätze waren ebenfalls erfolgreich, gingen aber nicht ohne Verluste vonstatten. Beim Angriff in der Nacht vom 29. auf den 30. August 1942 musste die 42018 von Major B. A. Kubyschko bei Kaunas notlanden und ihre Besatzung geriet in Kriegsgefangenschaft. Insgesamt flogen die Fernbomber der 45. AD im Jahre 1942 sowohl Einsätze gegen das feindliche Hinterland, so zum Beispiel gegen Berlin, Bukarest, Budapest, Stettin, Stargard, Stolp, Danzig, Königsberg, Labiau, Insterburg, Tilsit und Warschau, als auch gegen Frontziele wie Orscha, Smolensk, Wjasma, Balbasowo, Wizebsk und Brjansk. Für dieses Jahr ergibt sich in beiden Geschwadern der 45. AD folgende Statistik:
| Daten                   | 746. DBAP | 890. DBAP |
| ----------------------- | --------- | --------- |
| Einsatzstarts           | 620       | 365       |
| Flugzeit im Einsatz     | 2893:26 h | 1764:13 h |
| Abgeworfene Bombenmasse | 1.822 t   | 1.122 t   |
| Flugzeugverluste        | 10        | 3         |
| Personalverluste        | 42        | 23        |

#### 1943

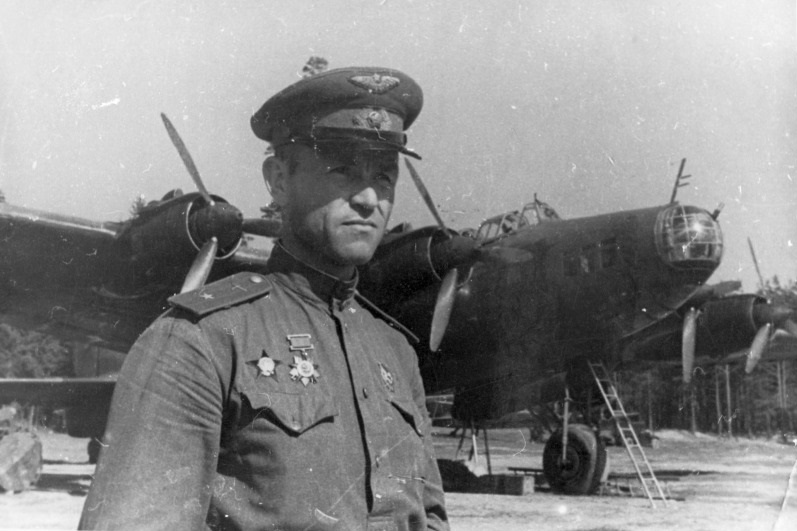
Major S. S. Sugak vor einer Pe-8 mit ASch-82-Triebwerken in Kratowo, etwa 1. Halbjahr 1943

Das Jahr 1943 stellte den Höhepunkt der Verwendung der Pe-8 dar. Nachdem die 45. AD im vorangegangenen Jahr zahlreiche Erfahrungen im Einsatz dieser Fernbomber gesammelt hatte, konnte sie nun das Potenzial der Flugzeuge vollends ausschöpfen. Die Bomber wurden für eine Vielzahl von Aufgaben herangezogen, die nur von Flugzeugen dieser Größenordnung und Reichweite bewältigt werden konnten, so zum Beispiel der Abwurf von Flugblättern in Ostpreußen und dem besetzten Polen. Bereits im Vorjahr wurden außerdem zahlreiche technische Verbesserungen implementiert. So lief im August 1942 ein Experiment innerhalb der 45. Division, bei dem die Unterseite der Pe-8 mit den Werknummern 42015 und 42028 statt im traditionellen Hellblau in tiefem Schwarz gestrichen wurde. Das Ergebnis war, dass die Flugzeuge über 300 m Flughöhe im Licht der Suchscheinwerfer praktisch nicht mehr zu erkennen waren. Ab diesem Zeitpunkt wurden deshalb fast alle anderen Pe-8 ebenfalls mit diesem schwarzen Anstrich versehen. Außerdem waren auch im Vorjahr schon spezielle Messparameter ermittelt worden, mit denen der Kraftstoffverbrauch von Pe-8-Bombern mit AM-35A-Motoren genau eingeteilt werden konnte. Nur die extrem genauen Analysen des technischen Dienstes der Division erlaubten es, mit den Bombern Einsätze bis Berlin und Danzig zu fliegen.
Das Jahr 1943 war im Pe-8-Verband auch dadurch gekennzeichnet, dass die ersten serienmäßigen Maschinen mit den Sternmotoren ASch-82 in der Kampfeinheit eintrafen. Bereits im Vorjahr waren die ersten Bomber mit diesem Motortyp in der 45. AD eingetroffen, jedoch nur zu Erprobungszwecken. Am 31. Januar 1943 kam mit der 42058 die erste Pe-8 der neuen Serie mit diesen Triebwerken in die Division. Gerade der Motortyp ASch-82 bereitete allerdings später viele Probleme, da die Flammen, die aus den Auspuffrohren des Triebwerks schlugen, das Flugzeug demaskierten und es somit zu einem leichten Ziel für gegnerische Nachtjäger und Flakartillerie machten. Aus diesem Grund entwickelte der technische Dienst der 45. AD später einen Flammenvernichter für den ASch-82, um die mit diesen Motoren ausgerüsteten Pe-8 besser zu schützen. Aber nicht nur der ASch-82 erweiterte das Inventar an Motortypen, welche die Pe-8-Bomber in der Division aufwiesen. Auch die Experimente mit Dieselmotoren wurden wieder aufgenommen. Nach der Katastrophe des Berlin-Einsatzes 1941 waren nämlich kaum mehr Bomber mit Triebwerken dieses Typs gebaut worden. Ganze drei Pe-8 mit dem neu entwickelten ATSch-30B, der eine verbesserte Variante des M-30 darstellte, wurden schon 1942 in Kasan hergestellt, flogen ihre ersten Einsätze zum größten Teil aber erst im Frühjahr 1943. Einer dieser Einsätze war der erstmalige Abwurf der großkalibrigen Sprengbombe FAB-5000NG, die extra für den Einsatz mit der Pe-8 entwickelt worden war, weil kein anderer sowjetischer Flugzeugtyp eine Bombe dieser Größenordnung transportieren konnte. Der erste Schlag mit einer dieser Bomben traf am Morgen des 29. April 1943 die Stadt Königsberg. Transportiert wurde die FAB-5000 dabei von der mit ATSch-30B ausgerüsteten Pe-8 mit der Werknummer 42029.
Insgesamt wurde der Höhepunkt der Kampfeinsätze im dritten Kriegsjahr im Sommer 1943 während der Schlacht um Kursk und der Befreiung von Orjol erreicht. Die Pe-8 bombardierten von Kratowo aus verschiedene Ziele wie die Frontstellungen der Wehrmacht oder wichtige industrielle Zentren im rückwärtigen okkupierten Gebiet. Die 45. AD und ihre beiden Regimenter mussten in dieser Zeit mit schweren Verlusten kämpfen, unter anderem weil die Luftwaffe die IV. Gruppe ihres Nachtjagdgeschwaders 5 mit Ju 88 und Do 217 an die Ostfront verlegte, um die dortigen Nachtangriffe zu unterbinden. Die anfangs wenig erfolgreichen Einsätze der deutschen Nachtjäger wurden dabei durch die Verwendung von Radartechnik zunehmend effektiver. In der Nacht vom 17. auf den 18. Juli konnten sie bei nur 14 Einsatzflügen acht Abschüsse erzielen, wobei die Anzahl der abgeschossenen Pe-8 unbekannt ist. In der Nacht vom 20. auf den 21. Juli schoss allein Heinrich Prinz zu Sayn-Wittgenstein schließlich drei Petljakow Pe-8 ab. Erst in einer genauen Auswertung innerhalb der Division wurden die Gründe für diese extremen Verluste analysiert und es wurde damit begonnen, diese zu bekämpfen. Im Sommer 1943 war fast jede Nacht eines der beiden Regimenter der 45. AD im Kampfeinsatz. Es wurde zwar versucht, regelmäßige Wartungspausen für die Fernbomber einzulegen, aber auch das konnte bei der extremen Verwendung nicht sichergestellt werden. In den harten Luftschlachten dieses Jahres bewährte sich die Elite des sowjetischen fliegenden Personals als Teil der 45. AD. Berühmte Testpiloten und vor allem Angehörige der sowjetischen Polarluftflotte dienten im Pe-8-Verband. Piloten wie E. K. Puusepp und A. S. Dodonow waren Teil der Division und wurden durch den Dienst in ihr nach dem Krieg bekannt. Der ständige Einsatz der 45. Fernfliegerdivision wurde letztendlich damit belohnt, dass zumindest das 746. DBAP, also das ursprüngliche TB-7-Regiment, am 18. September 1943 den Gardetitel verliehen bekam, wodurch es den neuen Namen 25. Gardebombenfliegerregiment der Fernfliegerkräfte (25. GwBAP ADD) erhielt. Insgesamt flog die 45. AD ADD im Jahre 1943 vor allem gegen militärische und industrielle Anlagen in den Räumen Danzig, Königsberg, Insterburg, Tilsit, Warschau und Brest. Auch Eisenbahnanlagen und Stellungen der Wehrmacht wurden angegriffen. Damit ergibt sich für das dritte Kriegsjahr folgende Statistik:
| Daten                   | 746. DBAP/25. GwBAP | 890. DBAP |
| ----------------------- | ------------------- | --------- |
| Einsatzstarts           | 639                 | 558       |
| Flugzeit im Einsatz     | 3010:40 h           | 2655:05 h |
| Abgeworfene Bombenmasse | 2.402 t             | 2.110 t   |
| Flugzeugverluste        | 4                   | 13        |
| Personalverluste        | 16                  | 62        |

#### 1944
Das vierte Kriegsjahr begann bereits mit einer wichtigen Veränderung innerhalb der 45. AD. Am 10. Januar 1944 erhielt sie ein zusätzliches neues Regiment, das 362. AP, das die US-amerikanische B-25 Mitchell flog. Diese zweimotorigen Bomber wurden der UdSSR im Rahmen des Lend-Lease-Vertrags geliefert. Ende April trafen die ersten B-25 in der 45. AD ein und wurden dem 362. AP übergeben. Auch das 890. DBAP wurde in einer Staffel mit B-25 ausgerüstet, was dazu führte, dass hier nun sowohl Pe-8 als auch B-25 in einem Regiment flogen. Einzig das 25. GwBAP blieb ausschließlich mit Pe-8 ausgerüstet. Am 10. Juli 1944 flog das neue 362. AP der 45. AD ADD dann mit zehn B-25 seinen ersten Kampfeinsatz. Vor der Übernahme der B-25 erreichte der Einsatz der Pe-8 allerdings noch einmal einen Höhepunkt. Im Februar 1944 begann eine strategische Luftoperation der ADD gegen Finnland, das dadurch zum Kriegsaustritt bewegt werden sollte. Bereits in der Nacht zum 7. Februar flog die 45. Fernfliegerdivision mit 16 Pe-8 ihren ersten Einsatz gegen Helsinki, die Hauptstadt Finnlands. Dabei wurden auch wieder zwei FAB-5000 auf die Stadt abgeworfen, was starke Brände und Zerstörungen im Kabelwerk und dem Kasernenbereich verursachte. Doch ging über Helsinki auch eine Pe-8 verloren: Die Maschine mit der Werknummer 421010 wurde von feindlicher Flak abgeschossen. Bis Ende Februar wurden in zwei weiteren Nächten Angriffe gegen Helsinki geflogen, zwischen dem 11. und 23. Februar hingegen vor allem gegen Kotka und Turku. Diese Einsätze gegen Finnland gehörten zu den größten Operationen, an denen Pe-8 teilnahmen. Am 30. Mai 1944 wurde die 45. AD von Kratowo nach Olsufjewo bei Smolensk verlegt und von dort aus später nach Balbasowo, südlich von Orscha. Obwohl die Division mehr als zwei Jahre von Kratowo aus gekämpft hatte, war eine Verlegung mittlerweile nötig geworden, weil die Front selbst für die Fernbomber, vor allem aber für die neuen B-25, schon zu weit von der Basis entfernt war. Weitere größere Einsätze von Pe-8 erfolgten gegen Ziele in der bjelorussischen SSR im Rahmen der Operation Bagration im Juni und Juli 1944. In der Nacht vom 1. zum 2. August 1944 erfolgte der letzte Kampfeinsatz von Pe-8 im Zweiten Weltkrieg gegen den Hafen von Riga. Neun Pe-8 des 25. GwBAP und drei Fernbomber des 890. DBAP, also insgesamt zwölf der viermotorigen Langstreckenbomber, starteten zwischen 22:00 Uhr und 22:25 Uhr in Olsufjewo in Richtung der Hauptstadt der Lettischen Sozialistischen Sowjetrepublik. Unter den drei Flugzeugen des 890. Regiments befand sich auch wieder die 385D, also die ANT-42 „Dubleur“. Der Einsatz verlief erfolgreich; der Rigaer Hafen wurde stark beschädigt. Doch auch in diesem letzten Kampfeinsatz von Pe-8-Bombern ging eine Maschine verloren: Die 42512 von Hauptmann Grjasnow kehrte nicht zurück.
Obwohl die Pe-8-Fernbomber durch die Verfügbarkeit der neuen B-25 ohnehin zusehends weniger eingesetzt wurden, entschied das Hauptquartier der ADD nach Beendigung des Einsatzes vom 2. August 1944, die Pe-8-Bomber grundsätzlich nur noch bei besonderem Bedarf einzusetzen. Dies hatte mehrere Gründe. Die UdSSR bemühte sich schon bei Kriegsbeginn, amerikanische viermotorige Fernbomber zu erhalten und ihre Pe-8 damit zu ergänzen. Da die USA allerdings fürchteten, die Sowjetunion könnte diese Flugzeuge nach Kriegsende gegen die Amerikaner selbst einsetzen, weigerte sie sich, Langstreckenbomber zu liefern. Zum einen wurden die Pe-8 der sowjetischen Führung deshalb zusehends wichtiger, da sie wegen der erfolglosen Absprachen wohl zunächst die einzigen schweren viermotorigen Fernbomber der sowjetischen Luftstreitkräfte bleiben würden. Zum anderen war seit Herbst 1944 das gesamte feindliche Territorium auch mit zweimotorigen Maschinen erreichbar, sodass man die Pe-8 nicht unnötig aufs Spiel setzen wollte. Doch nicht nur die Flugzeuge waren der Führung der ADD zu wertvoll geworden; auch das flugtechnische Personal in der 45. AD gehörte mittlerweile zum besten in der gesamten UdSSR, weshalb man es nicht in Einsätzen mit der Pe-8 verlieren wollte. Bis zum Kriegsende flog die 45. AD deshalb nur noch auf den B-25-Bombern des 362. und 890. AP. In der folgenden Statistik ist das 362. AP ausgelassen, da nur die Einheiten berücksichtigt werden, welche die Pe-8 flogen. Im 890. DBAP hingegen muss auch die B-25 zwangsläufig mitgerechnet werden, da in diesem Regiment, im Gegensatz zum 25. GwBAP, nicht nur Pe-8 flogen:
| Daten                   | 25. GwBAP | 890. DBAP |
| ----------------------- | --------- | --------- |
| Einsatzstarts           | 159       | 384       |
| Flugzeit im Einsatz     | 957:57 h  | 1796:16 h |
| Abgeworfene Bombenmasse | 602 t     | 716 t     |
| Flugzeugverluste        | 4         | 10        |
| Personalverluste        | 42        | 27        |

#### Die Pe-8 im Krieg
Der Petljakow Pe-8 kam im Deutsch-Sowjetischen Krieg eine wichtige Bedeutung zu. Sie hatte vor allem einen positiven Einfluss auf die Moral der sowjetische Bevölkerung. Trotz der geringen Bauzahl flogen die Pe-8 außerdem im Vergleich zu anderen sowjetischen Bombern eine große Zahl an Kampfeinsätzen. Auch wenn mit den etwa 20 stets zur Verfügung stehenden Flugzeugen in der 45. AD nicht dieselbe Leistung erbracht werden konnte wie mit den vielen tausend britischen und US-amerikanischen Fernbombern, so führten die Pe-8 alleine die Aufgaben durch, die für andere Flugzeuge unlösbar waren. Sie bombardierten bei Nacht feindliche Städte mit großer Waffenlast, warfen 5000-kg-Sprengbomben (FAB-5000NG) auf feindliche Truppenstellungen und konnten die Infrastruktur des Feindes stark zerstören. Die Einsätze brachten meist eine große Wirkung, nur selten scheiterten Angriffe an ungenauem Bombenabwurf oder der feindlichen Abwehr. In Relation zur Bauzahl brachte die Pe-8 also eine sehr große Effektivität mit sich. Mit der Rolle als taktische Frontbomber kamen die Fernbomber gut zurecht. Die Angriffe fanden regelmäßig aus Höhen von mindestens 5000 m statt und die Zielgeräte wiesen bei der Bekämpfung von Frontstellungen eine hohe Treffergenauigkeit auf. Das Ziel fanden die Pe-8 meistens recht genau per optischer Orientierung und Anflug per von Funk geleiteten Wegpunkten. Letzten Endes erreichte das Flugzeug als einziger moderner viermotoriger schwerer Langstreckenbomber der Sowjetunion im Krieg Bekanntheit. Durch seine Einzigartigkeit genoss es während des Krieges eine große mediale Beachtung in der Sowjetunion, weshalb oft Journalisten und Frontberichterstatter die 45. AD besuchten. Insgesamt lässt sich für den gesamten Krieg folgende Statistik für die Pe-8 und die 45. Fernfliegerdivision zusammenstellen (dargestellt werden nur die Daten der Pe-8, die B-25 wurde nicht erfasst, obwohl sie auch in der Division flog). Bei den Verlusten an Menschen und Maschinen werden auch die des 412. /432. DBAP mitgezählt, womit alle Einheiten berücksichtigt sind, welche die Pe-8 zeitweise im Krieg flogen:
| Daten                    | 45. AD ADD  |
| ------------------------ | ----------- |
| Anzahl der Kampfeinsätze | 2.521       |
| Flugzeit im Einsatz      | 12.232:81 h |
| Abgeworfene Bombenmasse  | 9.755 t     |
| Flugzeugverluste         | 48          |
| Personalverluste         | 320         |

### Einsatz nach Kriegsende
Unmittelbar nach dem Kriegsende begannen umfangreiche Veränderungen und Umstrukturierungen in den sowjetischen Luftstreitkräften. Die 45. AD nahm als viertes Geschwader das 52. Gardegeschwader, ausgerüstet mit Tupolew TB-3, auf. Das 890. DBAP wurde Ende 1945 aufgelöst und dessen Personal, soweit nicht demobilisiert, vom 25. GwBAP übernommen. Das 25. GwBAP wurde am 15. Dezember 1945 offiziell in 203. Orlowsker Gardebombenfliegerregiment umbenannt.
Das weitere Schicksal der 37 Exemplare der Pe-8, die den Krieg überstanden, wurde von einer Tragödie bestimmt. Als am 24. Juni 1945 in Moskau die Siegesparade der Roten Armee stattfand, war auch die 45. AD mit 18 Pe-8 dorthin gereist, um an der Luftparade teilzunehmen. Da es jedoch stark regnete, fand diese nicht statt, sodass die Maschinen in den nächsten Wochen zurück nach Balbasowo geflogen wurden. Am 12. September bereitete sich die Besatzung des Kommandanten N. A. Ischtschenko auf dem Flugplatz Bykowo, etwa zehn Kilometer von Kratowo entfernt, auf den Rückflug vor. Der Start der Pe-8 musste um etwa zwei Stunden verlegt werden, da die Motoren nicht richtig arbeiteten. Nachdem der Bomber dann eine Platzrunde geflogen hatte, brach bei der Kursausrichtung eine Tragfläche weg und die Pe-8 stürzte zu Boden. Alle 13 Besatzungsmitglieder starben bei dieser Katastrophe. In den darauffolgenden Wochen wurden Festigkeitsuntersuchungen an allen Pe-8 durchgeführt. Das Ergebnis war katastrophal. In den vielen Kriegsjahren waren die Flügelholme der Maschinen stark korrodiert, und auch andere Teile waren von dieser Materialermüdung betroffen. Die Schäden waren so stark, dass eine Reparatur nur schwer durchzuführen war. Außerdem wurden die meisten Maschinen ohnehin nicht mehr benötigt, da an dem Nachfolger der Pe-8 bereits gearbeitet wurde. Von den 37 Maschinen wurden 22 abgeschrieben. Nur knapp ein Jahr später, im Herbst 1946, wurden dann auch diese letzten Flugzeuge an das Forschungsinstitut der Luftstreitkräfte (NII WWS) und das Ministerium für Luftfahrtindustrie (NII MAP) abgegeben. Zum letzten Mal wurden drei Pe-8 am 18. August 1946, dem Tag der Luftflotte, auf einer Flugzeugausstellung in Moskau gezeigt. So beendete die Pe-8 ihre insgesamt siebenjährige aktive Dienstzeit als schwerer Langstreckenbomber in den sowjetischen Luftstreitkräften.
Die übrigen Pe-8 wurden als Erprobungsträger für Triebwerke sowie 1945 als Trägerflugzeug für den Marschflugkörper „Tschelomei 10ch“ und 1948/49 für die Segelerprobung des Raketen-Experimentalflugzeuges Bisnowat 5 verwendet. Die hierfür eingesetzten Maschinen wurden speziell umgerüstet, es dürfte sich wohl um drei bis vier Pe-8 gehandelt haben.
Obwohl die Pe-8 seit Dezember 1944 nicht mehr hergestellt wurde, stellte sich schon kurz nach dem Kriegsende neuer Bedarf an diesen Maschinen ein. Im Jahre 1944 wurden die letzten Tupolew ANT-6 in der sowjetischen Polarluftflotte ausgemustert. Diese Maschinen waren die einzigen viermotorigen Transporter dort und einen vergleichbaren Nachfolger konnte man nur in der Pe-8 finden. Die ehemaligen Bomber sollten nun in der Polarluftflotte als Transportflugzeuge beim Aufbau von Forschungsstationen in der Arktis dienen. Sie sollten Nachschub und Lebensmittel liefern und so der Forschung zugutekommen. Ab 1946 wurden deshalb einige von den Luftstreitkräften abgegebene Maschinen im Herstellerwerk in Kasan für den Einsatz in der Arktis umgerüstet.
Dazu erhielten sie allesamt den Motor Schwezow ASch-82FN mit Vierblatt-Luftschrauben und die Abwehrbewaffnung wurde komplett entfernt. Der Rückenstand wurde wie auch der Heckstand ausgebaut und verkleidet. Die letzte Pe-8 in der Polarluftflotte (СССР-Н562) wurde später außerdem mit dem Motor ASch-73 ausgerüstet, der auch in der Tupolew Tu-4 zum Einsatz kam. Bei fünf Flugzeugen ist der Einsatz in der Polarluftflotte bestätigt. Über die СССР-Н419 sind allerdings kaum Informationen vorhanden. Das Gerücht, der zweite Prototyp der Pe-8, die ANT-42 „Dubleur“, habe nach dem Krieg in der Polarluftflotte gedient, kann dokumentarisch nicht belegt werden.
| Baujahr | Nummer | Werknummer | Kennzeichen | Anmerkung |
| ------- | ------ | ---------- | ----------- | --- |
|         |        |            | СССР-Н419   | War komplett blau lackiert und nahm 1948 und 1949 an den Expeditionen „Norden-2“ und „Norden-4“ teil.               |
| 1943    | 77     | 42311      | СССР-Н562   | Führte den letzten Flug einer Pe-8 überhaupt durch, diente bis 1954 in der Polarluftlotte.                          |
| 1944    | 79     | 42511      | СССР-Н396   | War an der Errichtung der Station „Nordpol-2“ beteiligt.                                                            |
| 1944    | 90     | 42612      | СССР-Н550   | Ehemalige Pe-8 ON, ging 1950 durch Fahrwerksbruch bei Dikson verloren.                                              |
| 1944    | 92     | 42812      | СССР-Н395   | Erste Pe-8 in der Polarluftflotte, ging am 7. Juni 1947 verloren; heute werden ihre Überreste in Monino aufbewahrt. |

Nach dem Krieg gab es auch die „versuchsweise Ausstattung des viermotorigen Petljakow-Bombers PE-8 (TB-7) mit Strahltriebwerk“.
Der letzte Flug einer Petljakow Pe-8 wurde im Jahre 1954 mit der 42311 durchgeführt (Kennzeichen СССР-Н562). Die Maschinen waren bereits stark veraltet und wurden nicht mehr benötigt. Im Jahre 1961 wurde die Polarluftflotte dann schließlich komplett aufgelöst.

## Flug nach Washington

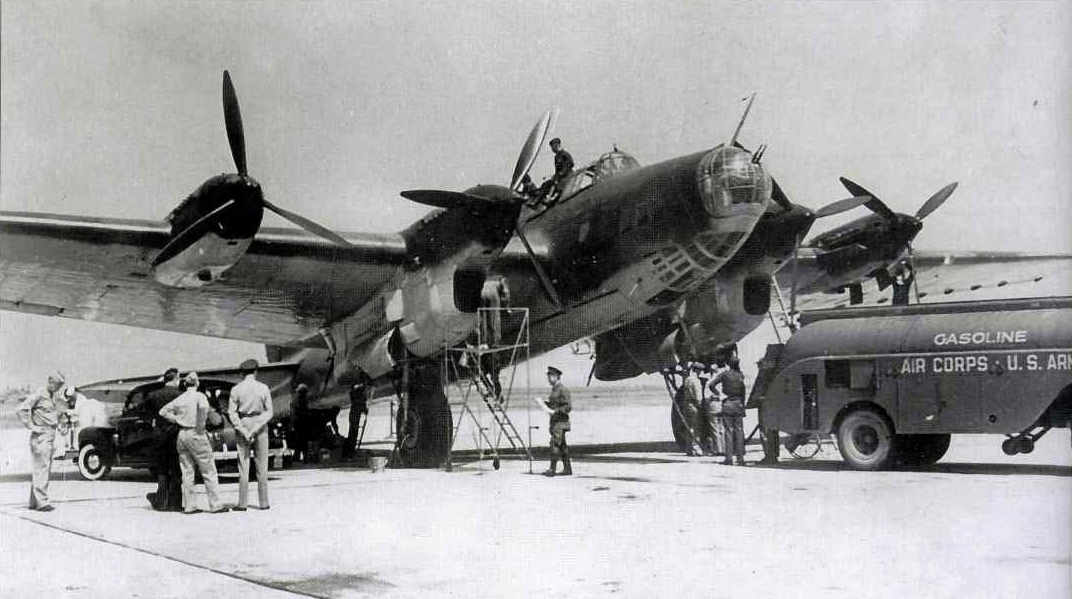
TB-7 (Werknummer 42066) in Washington

Am 19. Mai 1942 startete die TB-7 mit der Werknummer 42066 unter dem Kommando von Major Puusepp mit dem sowjetischen Außenminister Molotow zu einem Flug nach Washington. Zuvor war bereits am 28. April eine TB-7 mit Pilot Asjamow für diplomatische Verhandlungen nach Tealing/Dundee in Schottland geflogen. Die 42066 legte in Tealing ebenfalls eine Zwischenlandung ein und flog am 24. Mai nach Prestwick, um das Flugzeug für den Atlantikflug vorzubereiten. Der Abflug erfolgte am 27. Mai mit dem nächsten Zwischenstopp in Reykjavík/Island. Am Morgen des 30. Mai traf sie nach siebenstündigem Flug auf dem Ausweichflugfeld Goose Bay in Kanada ein und landete noch am selben Tag auf dem Bolling Field in Washington/USA. Der Rückflug erfolgte am 4. Juni auf derselben Route, außer dass statt in Goose Bay in Gander/Neufundland zwischengelandet wurde. Am 12. Juni traf das Flugzeug wieder auf dem Zentralflughafen Moskau ein. Dieser Flug war die erste und einzige Atlantiküberquerung einer TB-7. Die Besatzung nahm anschließend wieder ihren Dienst in der 45. Division auf.

## Verbleib

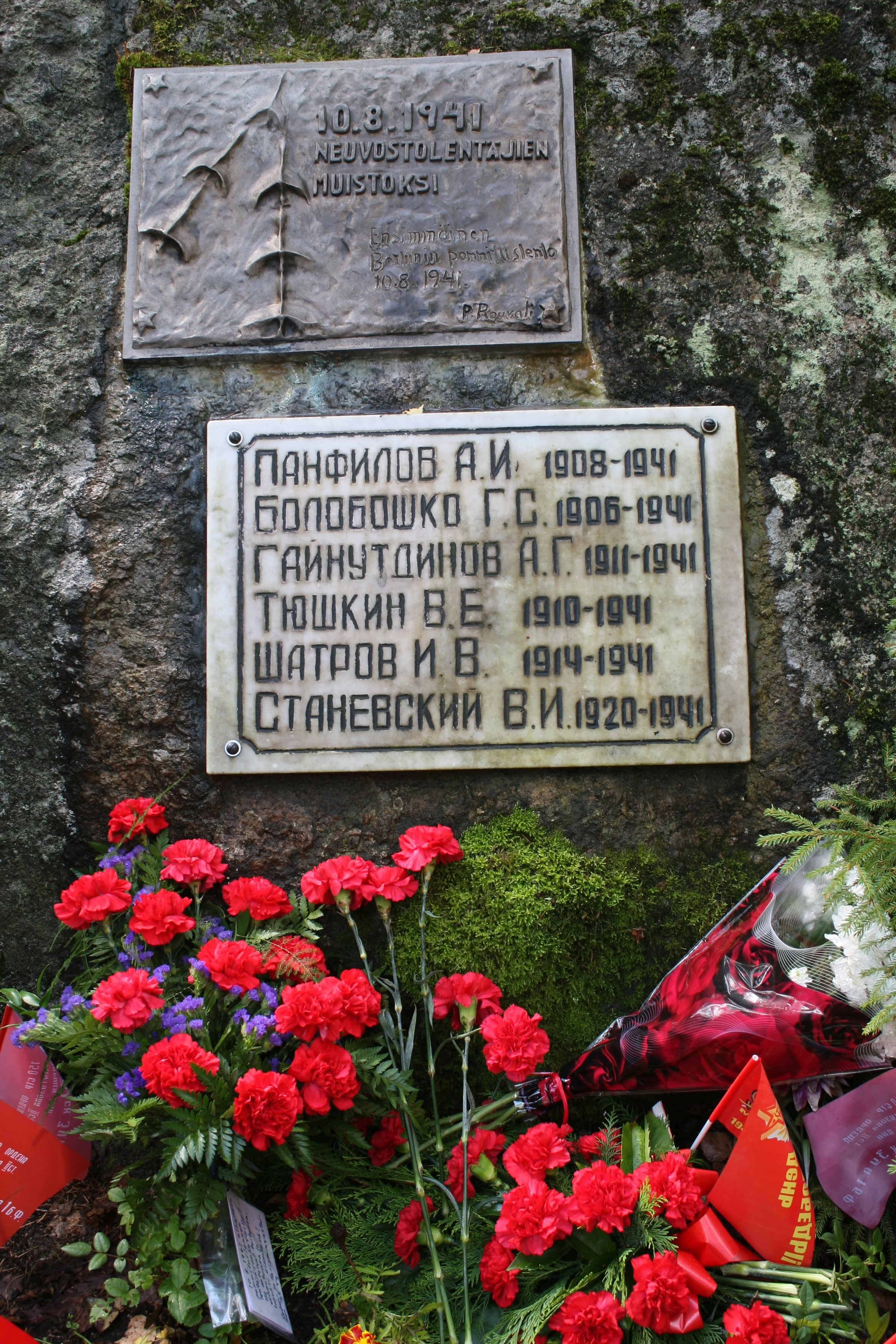
Bronzetafel mit den Namen der gefallenen Besatzungsmitglieder der 42026 auf dem Gedenkstein bei Lapinjärvi

Heute ist keine Petljakow Pe-8 mehr erhalten. Der Großteil der Maschinen ging im Krieg verloren oder wurde nach Kriegsende und Ablauf der Dienstzeit verschrottet. Dennoch ist es möglich, die Überreste einer Pe-8 im Zentralen Museum der Russischen Luftstreitkräfte in Monino zu sehen. Dort sind die aus dem Eis geborgenen Reste der Pe-8 mit der Werknummer 42812 ausgestellt. Die Maschine, die ursprünglich mit ATSch-30B-Motoren ausgerüstet war und zu den letzten gebauten Pe-8 überhaupt gehört, diente in der Polarluftflotte und havarierte am 7. Juni 1947 in der Arktis. Ihre Überreste wurden restauriert und im Museum ausgestellt. Die Hoffnung auf eine komplette Rekonstruktion ist gering; es fehlt vor allem an den finanziellen Mitteln, um sie durchzuführen.
Des Weiteren existiert bei Lapinjärvi in Südfinnland eine kleine Gedenkstätte für die sechs gefallenen Besatzungsmitglieder der TB-7 mit der Werknummer 42026, die hier während des Angriffs auf Berlin am frühen Morgen des 11. August 1941 notlanden musste. Das Monument wurde zum 40. Jahrestag des Sieges der UdSSR im Zweiten Weltkrieg am 9. Mai 1985 im Beisein von ungefähr 300 Menschen eingeweiht, darunter Mitarbeiter der sowjetischen Botschaft in Finnland, finnische Kommunisten, Angehörige der Gefallenen, sowjetische Kriegsveteranen und Einheimische. Es besteht aus einem großen Stein, auf dem mehrere Bronzetafeln angebracht sind. Auf einer der Tafeln sind die Namen der sechs Gefallenen sowie ihr Geburts- und Sterbejahr zu lesen. Dies sind A. I. Panfilow (Kommandant), G. S. Boloboschko (Navigator), A. G. Gainutdinow (Bordtechniker), W. E. Tjuschkin (Bordtechniker), I. W. Schatrow (Bugschütze) und W. I. Stanewski (Funker). Da der russischen Botschaft in Finnland nach dem Zerfall der Sowjetunion die finanziellen Mittel fehlten, um die ordnungsgemäße Pflege des Denkmals sicherzustellen, wird sie heute im Wesentlichen von Angehörigen der Gefallenen und finnischen Kommunisten organisiert. Mitglieder kommunistischer Parteien führen außerdem gelegentlich kleine Gedenkveranstaltungen mit Kranzniederlegungen am Monument durch, letztmals am 10. August 2011 zum 70. Jahrestag des Absturzes.

## Trivia
Beim Einsatz der Petljakow Pe-8 kam es zu einigen kuriosen Zwischenfällen, die auch in den Erzählungen von Pe-8-Veteranen immer wieder Erwähnung fanden und die Leistung des Personals, das mit dem Betrieb der Pe-8 betraut war, besonders deutlich veranschaulichen.
- Beim ersten Einsatz der TB-7, dem Angriff auf Berlin in der Nacht zum 11. August 1941, verlor Major M. M. Ugrjumow mit seiner 42055 nach dem erfolgreichen Abwurf der Bomben auf dem Rückflug die Feinorientierung und landete auf einer Graspiste bei Borseni, 50 km nordöstlich von Torschok in der Nähe von Kalinin. Da vorher bereits mehrmals einzelne Motoren ausgefallen waren und das erneute Anlassen in der Luft stets viel Kraftstoff kostete, waren die Tanks des Bombers bei der Landung vollkommen leer. Doch ein glücklicher Zufall spielte der Besatzung in die Hände. In der Nähe befand sich eine verlassene Kolchose, auf der sich auch ein Tanklager mit Dieselkraftstoff für Traktoren befand. Also rollten die Männer das große Flugzeug an das Lager heran, um die Tanks mit dem Diesel zu füllen. Da außer einem gewöhnlichen Eimer aber kein Gefäß zum Abfüllen des Kraftstoffs zu finden war, dauerte das Auftanken fast zwei ganze Tage. Danach startete Ugrjumow die TB-7 auf der Graspiste, und am 12. August landete sie um 16:30 Uhr auf ihrem Heimatflugplatz Puschkin, wo schon keiner mehr an die Rückkehr der Besatzung geglaubt hatte.[45]
- In der Nacht zum 7. November 1941 bombardierte die TB-7 mit der Bordnummer „Blaue 4“ des 432. DBAP (die Werknummer des Flugzeugs ist nicht genau bekannt) das Elektrizitätswerk in Danzig. Auf dem Rückflug glaubte die Besatzung unter der Führung von E. K. Puusepp sich bereits kurz vor Kowrow bei ihrem Heimatflugplatz zu befinden, flog aber genau über der Frontlinie, als sie in 500 m Höhe aus den Wolken kam und in deutsches Flakfeuer geriet. Das vierte Triebwerk des Bombers fing daraufhin augenblicklich Feuer. Nachdem die Versuche, den Brand an Bord zu löschen, scheiterten, sprang die Besatzung ab und sammelte sich in einem Dorf, das vier Kilometer von Kaschin an der Wolga entfernt war. Nur der Heckschütze fehlte. Die Besatzung kehrte nach Wsegoditschi zum Flugplatz des 432. Regiments zurück und kümmerte sich nicht weiter um das Schicksal ihrer Maschine. Drei Wochen später traf in der Einheit dann aber die Anfrage ein, ob nicht ein viermotoriges Flugzeug vermisst würde. Tatsächlich lag die TB-7 mit der Bordnummer „Blaue 4“ östlich von Kaschin nur leicht beschädigt in einer sumpfigen Gegend. Folgendes war vorgefallen: Puusepp stellte die Triebwerke des Flugzeugs ab und regelte den Autopiloten der TB-7 auf Sinkflug ein, bevor er das Flugzeug verließ. Seltsamerweise löschte sich der Brand am vierten Triebwerk danach aber von selbst und die Maschine legte führerlos noch mehrere Kilometer zurück, bevor sie in dem Sumpfgebiet ohne größere Beschädigungen bruchlandete. Der Heckschütze hatte unterdessen den Befehl zum Absprung nicht gehört, verließ die Maschine also erst, als er die restlichen Sektionen des Bombers völlig leer auffand. Der Absprung war jedoch gerade für den Schützen keine gute Entscheidung, da er ein strafversetzter Kommandant war, der die TB-7 theoretisch auch alleine bis zu einem Ausweichflugplatz hätte fliegen können. Jedenfalls machte sich eine technische Brigade des 432. DBAP unter Führung des Bordtechnikers S. N. Dimitrijew zum Unfallort auf und reparierte die havarierte TB-7. Kurze Zeit später landete der viermotorige Fernbomber in Wsegoditschi und konnte wieder in die Einsatzstatistik übernommen werden.[46]
- Nach einem nächtlichen Einsatz flog Major N. N. Iljuchin mit der Pe-8 mit der Werknummer 42087 vom 890. DBAP am Morgen des 6. Juli 1942 die Landebahn in Kratowo an. Nachdem der schwere Bomber aufgesetzt hatte, bremste er nach einigen hundert Metern aber plötzlich stark und überschlug sich auf der Landebahn, weil Kommandant Iljuchin die Betonbahn mit dem dahinter liegenden Fluss Moskwa verwechselt hatte. Alle Besatzungsmitglieder überlebten unverletzt, die Pe-8 war allerdings völlig zerstört. Das gesamte Vorderteil des Bombers lag zersplittert auf der Landebahn verteilt und auch der Rest der Maschine war extrem in Mitleidenschaft gezogen worden. Bis zum Abend des 6. Juli zog der technische Dienst der 45. AD das Wrack der Pe-8 dann aber in die Werkstatt der Division und begann mit der eigentlich völlig aussichtslosen Reparatur. Aus dem Herstellerwerk in Kasan schickte man lediglich ein komplettes Bugteil „F-1“, der gesamte Rest musste vor Ort komplettiert und aus Ersatzteilen zusammengebaut werden. Trotz dieser komplizierten Umstände wurde die Reparatur bewältigt und das Flugzeug konnte wieder in die Einsatzstatistik des 890. DBAP übernommen werden. Die 42087 flog nach dieser Havarie noch ganze 86 Kampfeinsätze, bevor sie am 13. März 1943 in einer weiteren Havarie komplett zerstört wurde.[47]

## Technische Daten
| Kenngröße                           | ANT-42 (ohne AZN) | ANT-42 „Dubleur“ (AZN-2) | TB-7 (AM-35A) | TB-7 (M-40F) | Pe-8 (ASch-82) |
| ----------------------------------- | --- | --- | --- | --- | --- |
| Konzeption                          | Fernbomber | Fernbomber | Fernbomber | Fernbomber | Fernbomber |
| Konstrukteur                        | W. M. Petljakow | W. M. Petljakow | W. M. Petljakow | W. M. Petljakow | W. M. Petljakow |
| Baujahr                             | 1936 | 1938 | 1940 | 1941 | 1942 |
| Besatzung                           | 11 (2 Piloten, 5 Bordschützen, 1 Funker, 1 Bombenschütze, 1 Bordmechaniker, 1 Navigator). Die Besatzungsstärke konnte zwischen 10 und 12 variieren. Siehe „Besatzung“. | 11 (2 Piloten, 5 Bordschützen, 1 Funker, 1 Bombenschütze, 1 Bordmechaniker, 1 Navigator). Die Besatzungsstärke konnte zwischen 10 und 12 variieren. Siehe „Besatzung“. | 11 (2 Piloten, 5 Bordschützen, 1 Funker, 1 Bombenschütze, 1 Bordmechaniker, 1 Navigator). Die Besatzungsstärke konnte zwischen 10 und 12 variieren. Siehe „Besatzung“.                                                          | 11 (2 Piloten, 5 Bordschützen, 1 Funker, 1 Bombenschütze, 1 Bordmechaniker, 1 Navigator). Die Besatzungsstärke konnte zwischen 10 und 12 variieren. Siehe „Besatzung“.                                                          | 11 (2 Piloten, 5 Bordschützen, 1 Funker, 1 Bombenschütze, 1 Bordmechaniker, 1 Navigator). Die Besatzungsstärke konnte zwischen 10 und 12 variieren. Siehe „Besatzung“.                                                          |
| Länge                               | 22,78 m | k. A. | 23,20 m | 23,20 m | 23,20 m |
| Spannweite                          | 39,00 m | 39,00 m | 39,13 m | 39,13 m | 39,13 m |
| Höhe im Flug                        | 8,16 m | 8,16 m | 8,26 m | 8,26 m | 8,26 m |
| Höhe im Stand                       | 6,40 m | 6,40 m | 6,20 m | 6,20 m | 6,20 m |
| Flügelfläche                        | 188,40 m² | 188,40 m² | 188,66 m² | 188,66 m² | 188,66 m² |
| Flügelstreckung                     | 8,1 | 8,1 | 8,1 | 8,1 | 8,1 |
| Spannweite Leitwerk                 | 11,12 m | 11,12 m | 12,00 m | 12,00 m | 12,00 m |
| Höhenleitwerksfläche                | 26,82 m² | 30,80 m² | 31,39 m² | 31,39 m² | 31,39 m² |
| Seitenleitwerksfläche               | 10,85 m² | 11,95 m² | 11,95 m² | 11,95 m² | 11,95 m² |
| Spurbreite                          | 6,94 m | 6,94 m | 6,64 m | 6,64 m | 6,64 m |
| Achsstand                           | k. A. | k. A. | 15,58 m | 15,58 m | 15,58 m |
| Fahrwerksrad                        | 1.600 × 500 mm | k. A. | 1.600 × 500 mm | 1.660 × 585 mm | 1.660 × 585 mm |
| Heckrad                             | 600 × 250 mm | 700 × 300 mm | 700 × 300 mm | 700 × 300 mm | 700 × 300 mm |
| Leermasse                           | k. A. | 18.755 kg | 18.380 kg | 19.790 kg | 18.570 kg |
| max. Startmasse                     | k. A. | 32.000 kg | 32.000 kg | 33.500 kg | 35.000 kg |
| Triebwerkstyp                       | vier Mikulin AM-34FRN | vier Mikulin AM-34FRNW + ein Klimow M-100A | vier Mikulin AM-35A | vier Tscharomski M-40F | vier Schwezow ASch-82 |
| Startleistung                       | je 882,60 kW (1.200 PS) | je 882,60 kW (1.200 PS) + 632,53 kW (860 PS) | je 992,92 kW (1350 PS) | je 1.103,25 kW (1.500 PS) | je 992,92 kW (1.350 PS) |
| Dauerleistung                       | je 684,01 kW (930 PS) | je 772,27 kW (1.050 PS) + 566,33 kW (770 PS) | je 823,76 kW (1.120 PS) | je 919,37 kW (1.250 PS) | je 992,92 kW (1.350 PS) |
| Luftschraubentyp                    | WPSch-3B | WPSch-3B | WISch-24 | WISch-24 | k. A. |
| Durchmesser der Luftschrauben       | 3,9 m | 3,9 m | 4,1 m | 4,1 m | k. A. |
| Füllvermögen der Kraftstoffanlage   | 10.996 l | 11.050 l | 12.455 l | 11.660 l | 16.355 l |
| Füllvermögen der Schmierstoffanlage | 175 l | k. A. | 462 l | 670 l | k. A. |
| Höchstgeschwindigkeit               | 322 km/h in Bodennähe 370 km/h auf 3.600 m Höhe | 310 km/h in Bodennähe 444 km/h in großer Höhe | 337 km/h in Bodennähe 443 km/h auf 6.360 m Höhe | 355 km/h in Bodennähe 393 km/h auf 5.640 m Höhe | 362 km/h in Bodennähe 422 km/h auf 5.600 m Höhe |
| Dienstgipfelhöhe                    | 8.240 m | 10.400 m | 10.300 m | 9.200 m | 7.820 m |
| Reichweite                          | k. A. | 3.000 km | 4.700 km | 5.460 km | 5.600 km |
| Steigzeit auf 5 km Höhe             | k. A. | 20,0 min | 14,6 min | 16,2 min | 15,0 min |
| Startrollstrecke                    | k. A. | 450 m | k. A. | k. A. | k. A. |
| Landerollstrecke                    | k. A. | 550 m | k. A. | k. A. | k. A. |
| Bewaffnung                          | siehe „Technische Beschreibung“ | siehe „Technische Beschreibung“ | eine 20-mm-Kanone SchWAK im Rückenstand (200 Granaten) eine 20-mm-Kanone SchWAK im Heckstand (200 Granaten) je ein 12,7-mm-MG BR im Motorgondelstand (je 220 Patronen) ein 7,62-mm-Zwillings-MG SchKAS im Bug (je 650 Patronen) | eine 20-mm-Kanone SchWAK im Rückenstand (200 Granaten) eine 20-mm-Kanone SchWAK im Heckstand (200 Granaten) je ein 12,7-mm-MG BR im Motorgondelstand (je 220 Patronen) ein 7,62-mm-Zwillings-MG SchKAS im Bug (je 650 Patronen) | eine 20-mm-Kanone SchWAK im Rückenstand (200 Granaten) eine 20-mm-Kanone SchWAK im Heckstand (200 Granaten) je ein 12,7-mm-MG BR im Motorgondelstand (je 220 Patronen) ein 7,62-mm-Zwillings-MG SchKAS im Bug (je 650 Patronen) |
| max. Bombenlast                     | k. A. | 4.000 kg | 5.000 kg | 5.000 kg | 6.000 kg |

Quelle: